# Jaén (Spanje)
Jaén is een gemeente in de Spaanse provincie Jaén in de regio Andalusië met een oppervlakte van 424 km². Begin januari 2024 telde Jaén volgens het Spaanse bureau voor statistiek INE 112.074 inwoners.

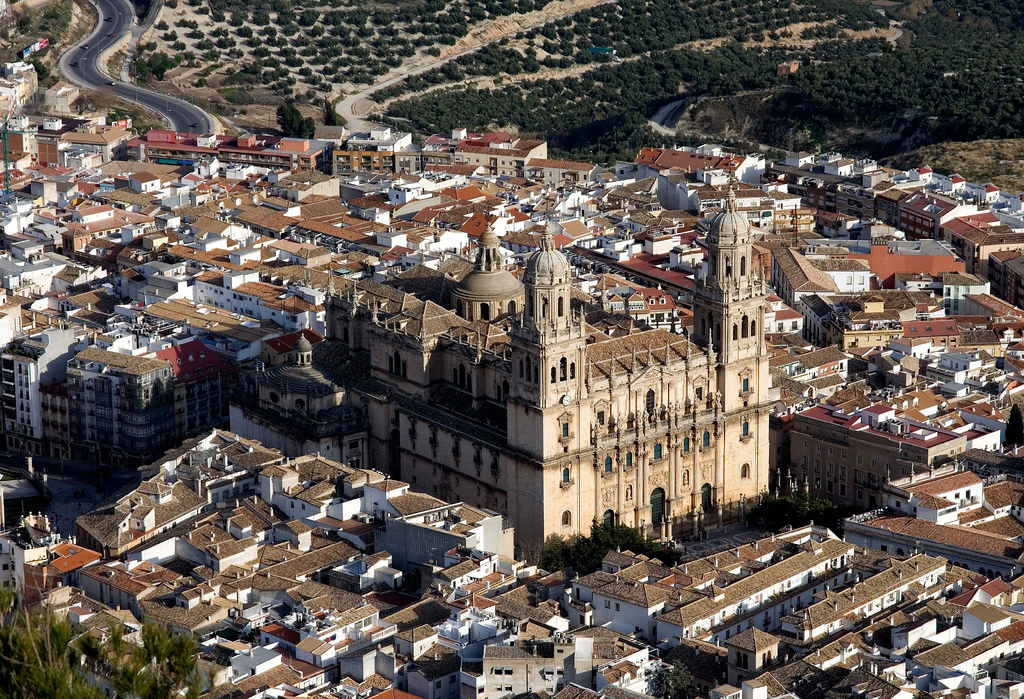
Uitzicht op de kathedraal van Jaén

De stad heeft twee veel gebruikte bijnamen: Capital del Santo Reino (Hoofdstad van het Heilige Koninkrijk), en Capital mundial del aceite de oliva (Wereldhoofdstad van de olijfolie). Het Spaanse bijvoeglijke naamwoord jiennense betekent: afkomstig uit, of gerelateerd aan de stad Jaén.
De stad is verdeeld in 14 pedanías (wijken), waarvan alleen Jaén-Ciudad, de eigenlijke stad,  meer dan 1.000 inwoners telt.

## Ligging en infrastructuur

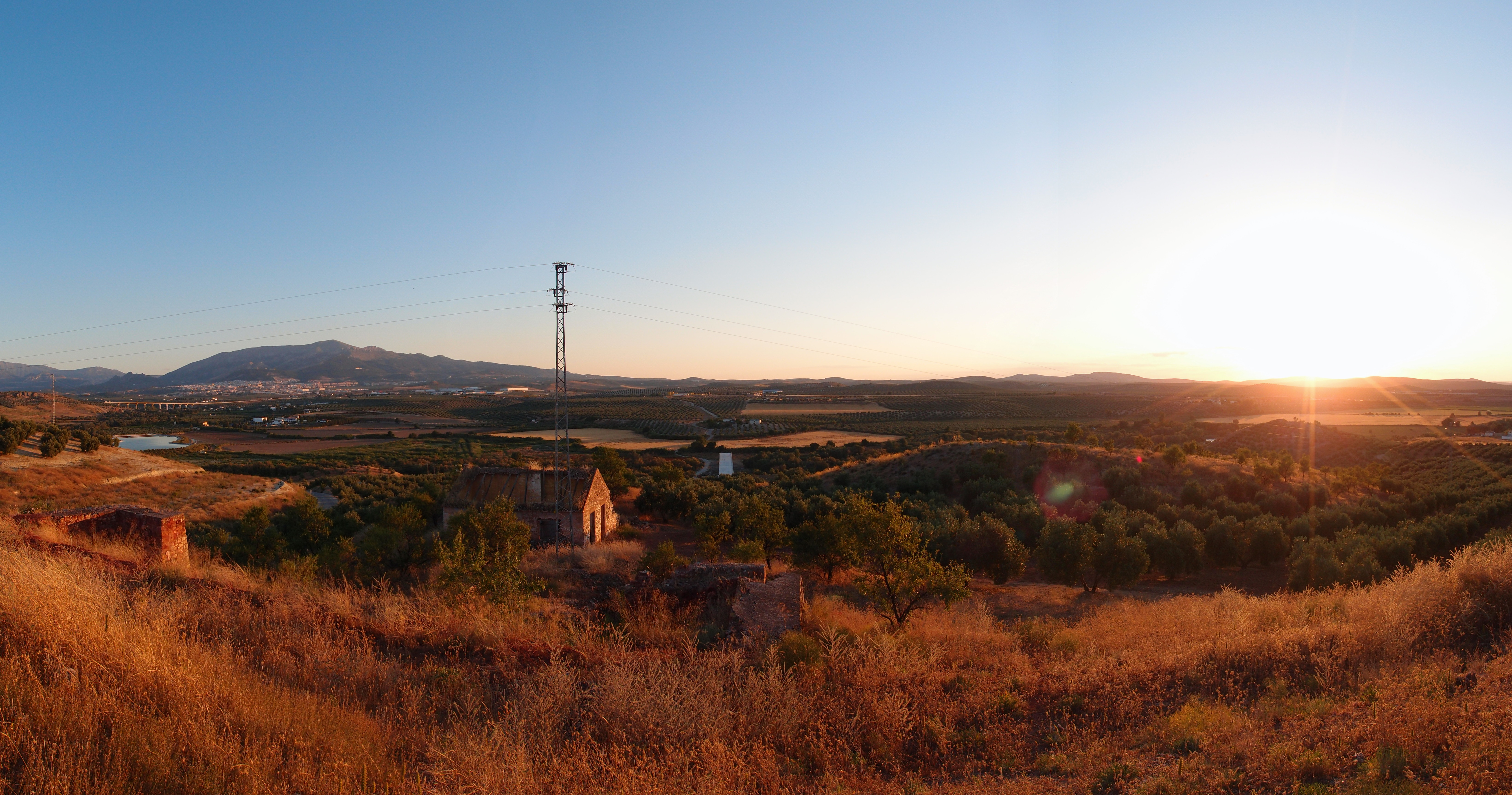
Vallei van de Guadalbullón; Jaén ligt links op de achtergrond
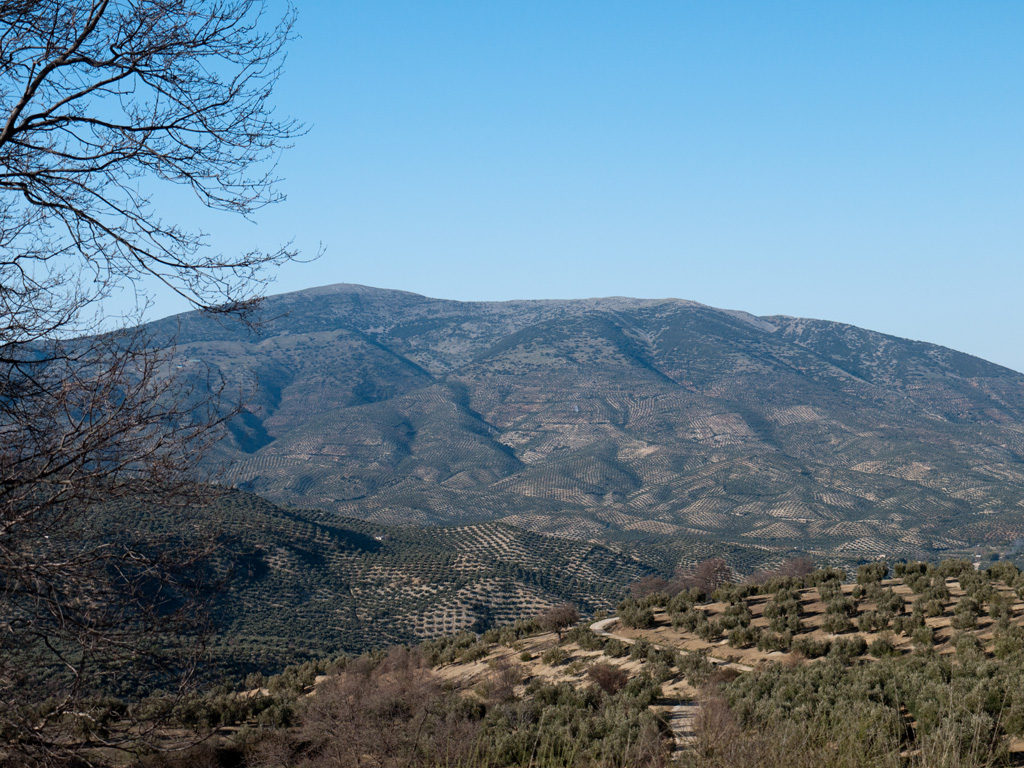
De berg Jabalcuz
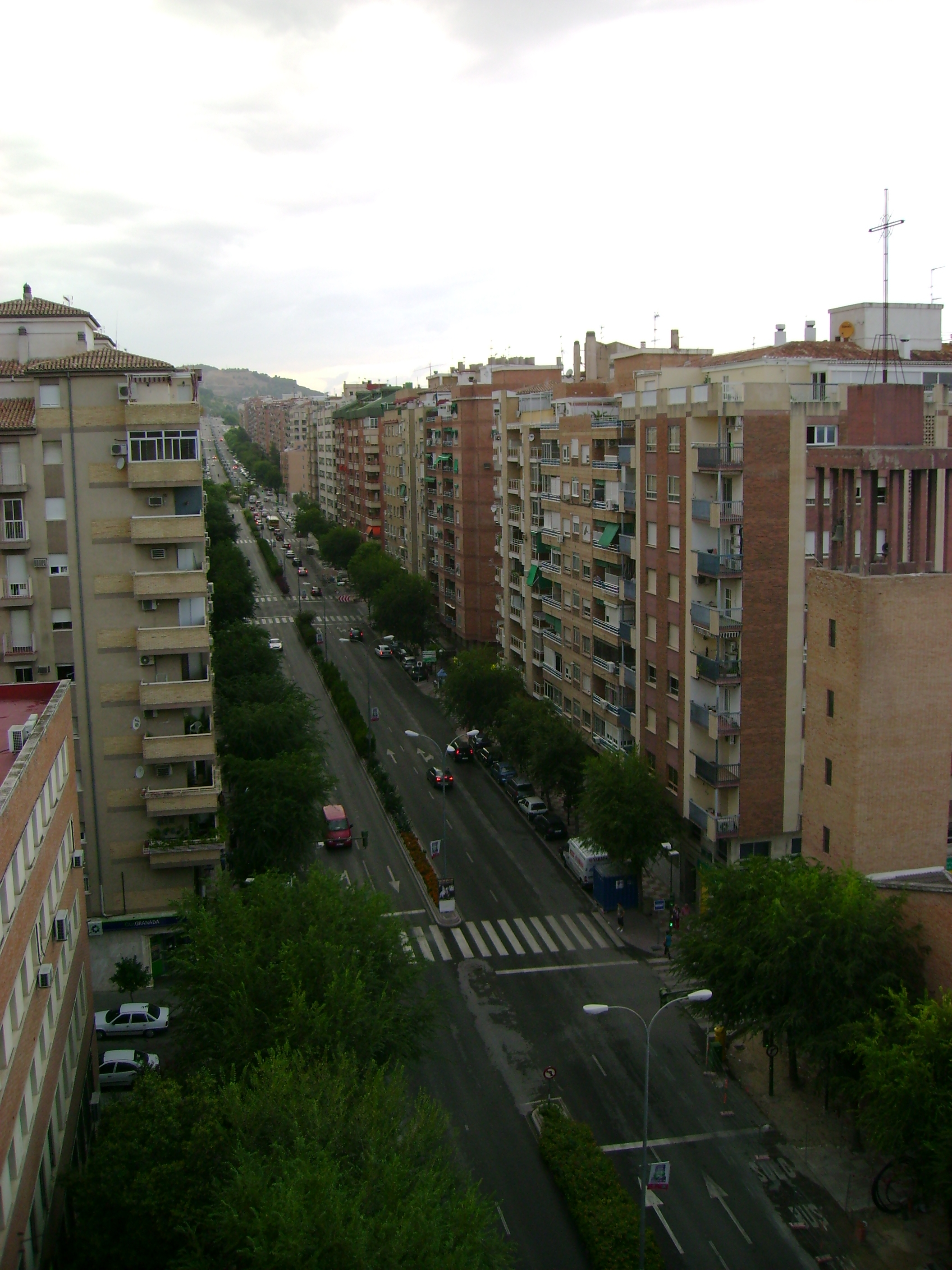
De Avenida de Andalucía, bijgenaamd Gran Eje (Grote As), een van de hoofdstraten in de stad
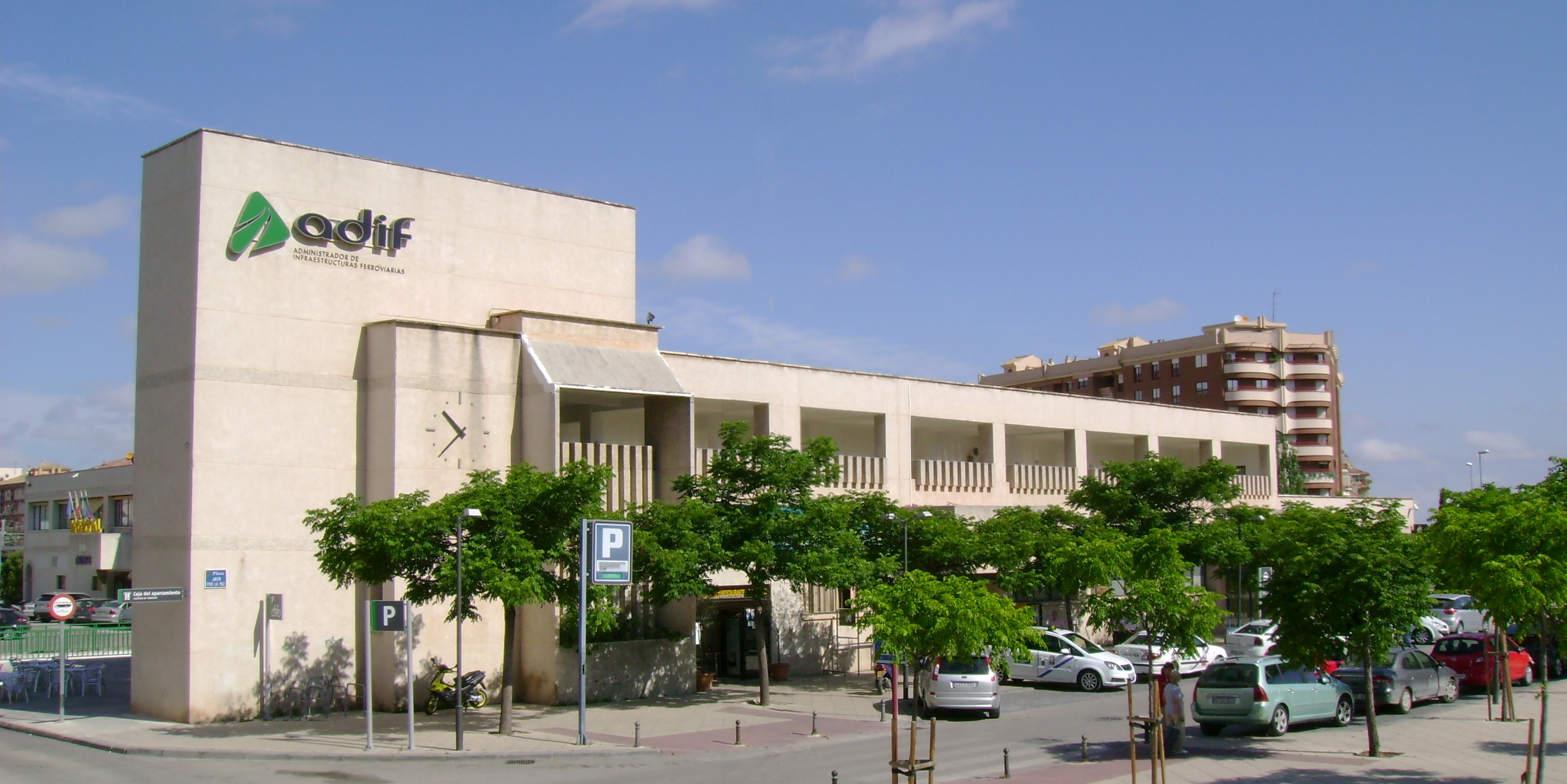
Treinstation van Jaén van ADIF, v/h Renfe
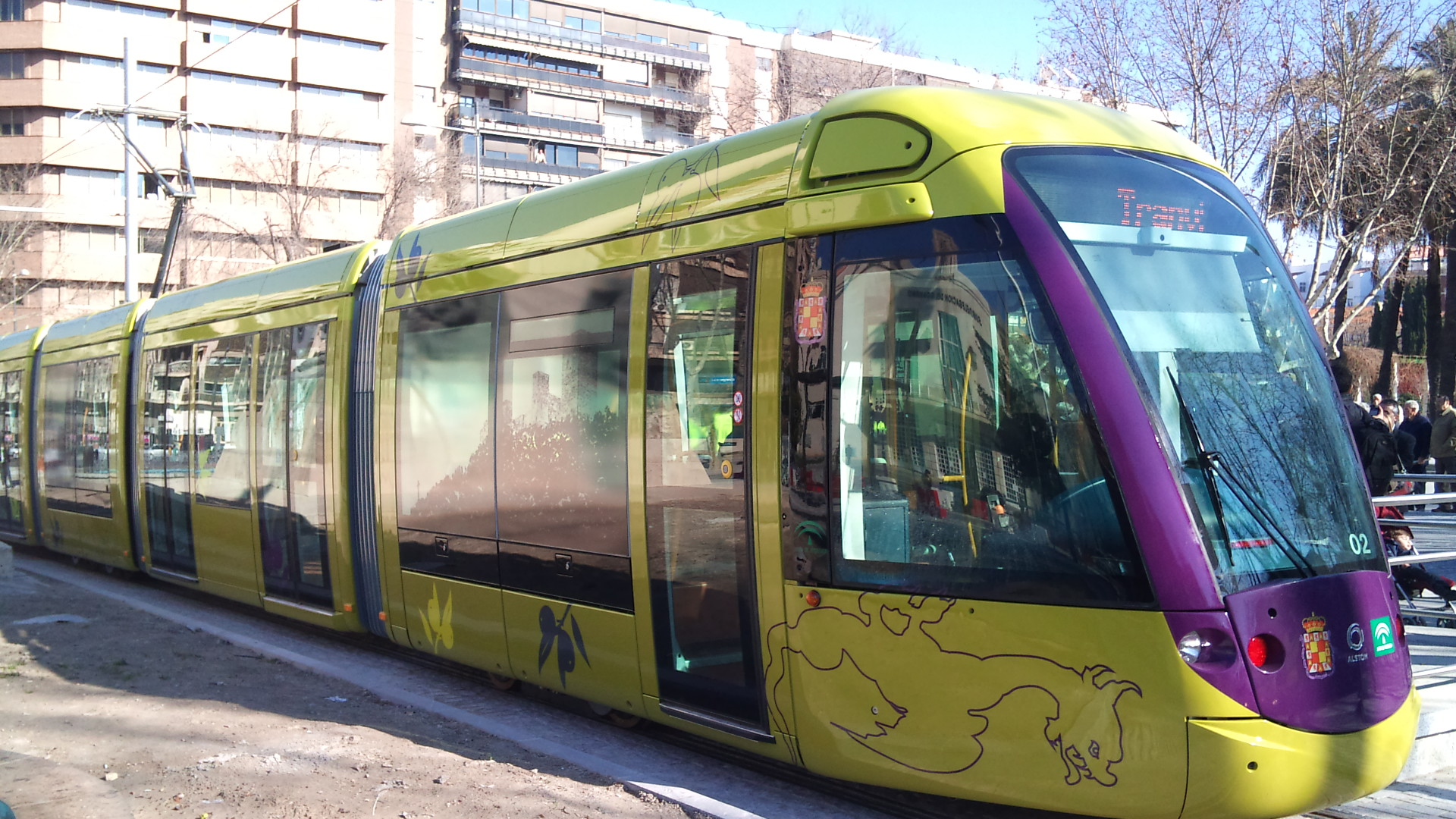
Proefrit van de tram van Jaén in 2011
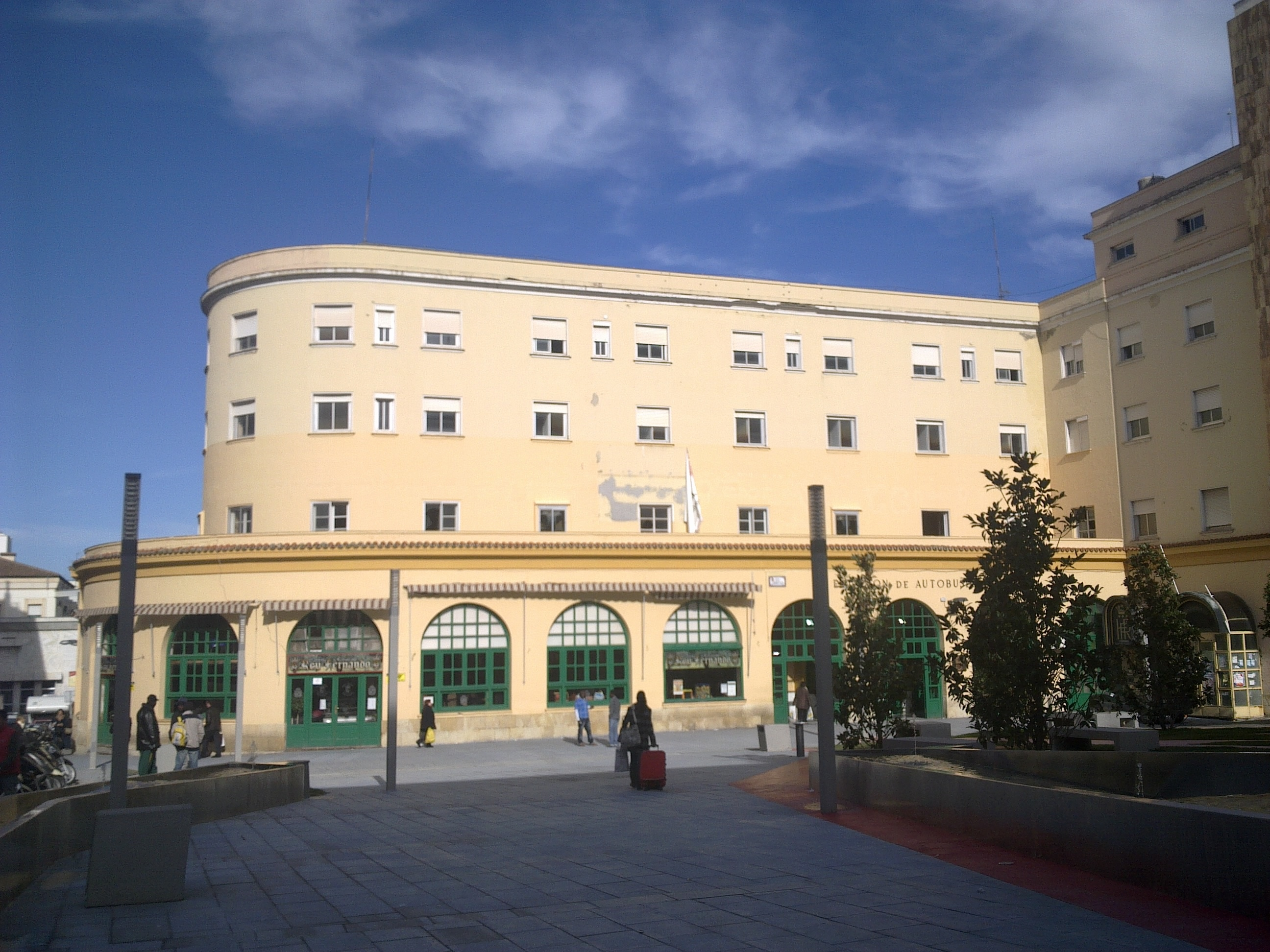
Het uit ca. 1945 daterende, in 2009 gemoderniseerde, busstation

De stad ligt volgens gegevens van AEMET, het officiële meteorologische instituut van Spanje, op een hoogte van 570 meter boven zeeniveau.
Binnen het stadsgebied liggen echter ook punten, die slechts 271, dan wel 1.834 meter boven de zeespiegel liggen. Jaén ligt aan de noordflank van een tot circa 2.000 meter hoog gebergte, de Cordillera Subbética, met dicht bij de stad de berg Jabalcuz. Dit gebergte gaat meer zuidelijk en verder van de stad verwijderd over in de Sierra Sur de Jaén (hoogste top (1.872 m): Pico Pandera).
De stad ligt ten westen van de  74 km lange, door olijfgaarden omzoomde, Guadalbullón,  een van zuid naar noord stromende zijrivier van de Guadalquivir (monding te Mengíbar, ongeveer 20 km ten noorden van Jaén).
De twee dichtstbij gelegen grote steden zijn westwaarts Córdoba en zuidwaarts Granada, beide ongeveer 100 km van Jaén verwijderd.
Ten oosten van de stad loopt door het dal van de Guadalbullón de autosnelweg A-44. De brede hoofdweg N-323a leidt van deze autosnelweg naar de stad. Een andere belangrijke weg, waar Jaén aan gelegen is, is de A-316 (geen autosnelweg) van Úbeda naar Lucena.
De stad heeft een station, waar in de toekomst ook de Spaanse hogesnelheidstrein moet gaan stoppen. Een nieuw traject voor deze lijn, tussen Mora (Spanje), Linares (Spanje) en Jaén, is reeds sedert 2007 in de planning. Anno 2021 is alleen een klein gedeelte (15 km) direct ten noorden van Jaén in gebruik. 
In 2011 werd een, door velen vanwege de hoge aanlegkosten en het (vermeend) beperkte nut als overbodig beschouwde, tramlijn in Jaén geopend. Na een proef van enkele weken werd de tramlijn weer gesloten. Doordat Jaén werd bestuurd door politici, die tegenstanders van de tramlijn waren geweest, bleef deze tot 2021 buiten gebruik. In het begin van dat jaar is een akkoord tussen diverse partijen gesloten, dat leidt tot de heropening en volledige ingebruikname van de tramlijn omstreeks oktober 2022. Op het 4,7 km lange traject gaan trams van Alstom Citadis rijden.
Het busstation van Jaén is begin- en eindpunt van talrijke buslijnen, zowel langeafstandsbussen naar talrijke grote steden elders in Spanje als streekbussen. Het stadslijnennet is in exploitatie bij een private onderneming. De stadsbussen zijn aan hun gele kleur te herkennen.

## Geschiedenis

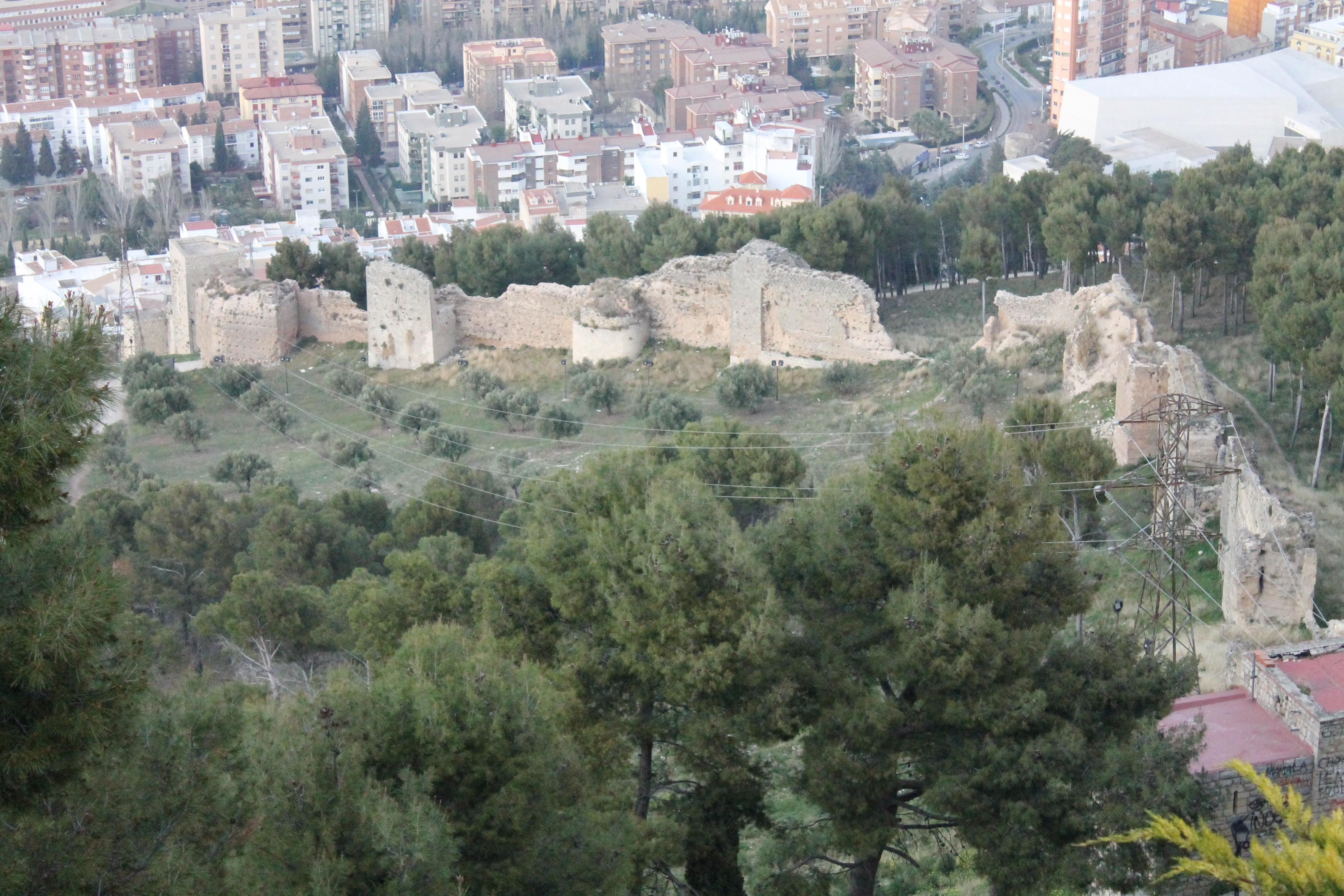
Ruïnes van de 10e-eeuwse stadsmuren van Jaén
Wapen van het Koninkrijk Jaén (in gebruik vanaf ca. 1445-1700)
De vier voormalige koninkrijken van Andalusië
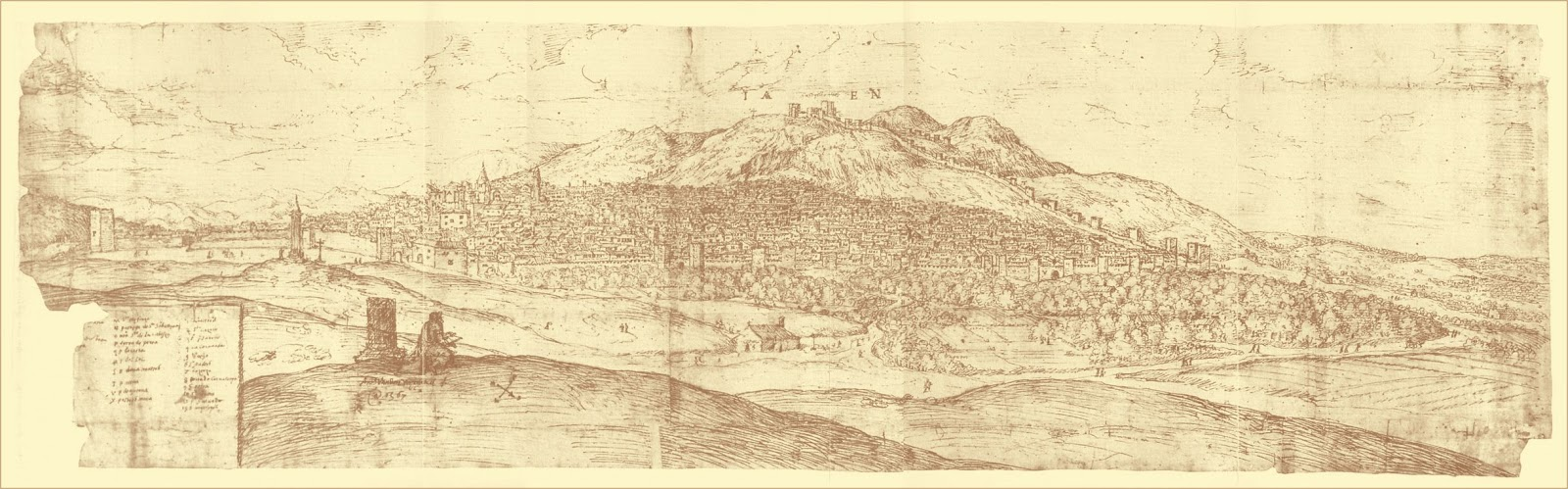
Jaén op een prent uit 1567 van de hand van Anthonis van den Wijngaerde

De locatie van Jaén was in de prehistorie door dragers van vele, elkaar opvolgende culturen, o.a. die van de Iberiërs, bewoond. Van 237 v.Chr. tot 207 v.Chr. was het een Carthaagse stad. In 207 werd het door de Romeinen veroverd. 
In de Romeinse tijd lag op de locatie van Jaén (dat onder verwarrend veel verschillende namen door klassieke schrijvers wordt vermeld) een Romeinse villa, de Villa Julia. 
In de 6e eeuw viel Jaén in handen van de Visigoten.
De stad dankt haar naam aan de Arabieren en wordt in het Arabisch Djayyan (جيان) genoemd. Onder deze naam was de stad in de 10e eeuw provinciehoofdstad in het Kalifaat van Cordoba.
In de Moorse tijd, van 1145 tot 1168, was Jaén, na enige tijd tot de Taifa Granada te hebben behoord, hoofdstad van een klein islamitisch rijk: de Taifa Jaén. Dit was aanvankelijk min of meer onderhorig aan de Almoraviden, vanaf circa 1147 aan de Almohaden. 
Vanaf de Reconquista, die voor Jaén, na mislukte belegeringen in 1225 en 1230, in 1246 gedateerd kan worden (Mohammed I ibn Nasr moest de stad in februari van dat jaar prijs geven aan de troepen van koning Ferdinand III van Castilië), tot aan de territoriale hervorming van Spanje in 1833 was de stad hoofdstad van het Koninkrijk Jaén, één der vier koninkrijken van Andalusië. Dit koninkrijk heette in het Spaans Reino de Jaén of Santo Reino.
Een belangrijk historisch document is het rechtsstatuut (de fuero) die Ferdinand III van Castilië reeds enkele maanden na de inname van Jaén uitvaardigde. In het midden van de 14e eeuw verleende koning Hendrik II van Castilië de stad, waarvan de burgers belangrijk hadden bijgedragen aan de Reconquista,  de veel voorkomende eretitels Muy Noble y muy Leal Ciudad (zeer edele en zeer trouwe stad).
In 1660 werd met de bouw van de kathedraal begonnen. Pas in 1724 was deze zover voltooid, dat het kerkgebouw geconsacreerd kon worden.
In de Spaanse Burgeroorlog was Jaén aanvankelijk in meerderheid trouw aan de linkse Republikeinen. Op 11 en 12 augustus 1936 werd een groep van enige honderden rechtse gevangenen, beschuldigd van een militaire revolte tegen de Republiek, vanuit Jaén in twee treinen weggevoerd, met bestemming Madrid; deze treinen werden onderweg door linkse anarchisten overvallen en veel van de gevangenen werden (tegen de wil van de regering in) vermoord. Dit incident draagt de naam Trenes de la Muerte, Treinen des Doods. Op 1 april 1937 vielen in de stad 159 doden en 280 gewonden door een bombardement van het Legion Condor van het Derde Rijk, bondgenoot van het regime van Francisco Franco. Het was een represaille voor een eerder, republikeins bombardement op de stad Córdoba. In maart 1939 viel de stad in handen van Franco's troepen. Direct daarop werden tientallen politiek linkse burgers gearresteerd. Verscheidenen van hen werden ter dood gebracht.

## Economie

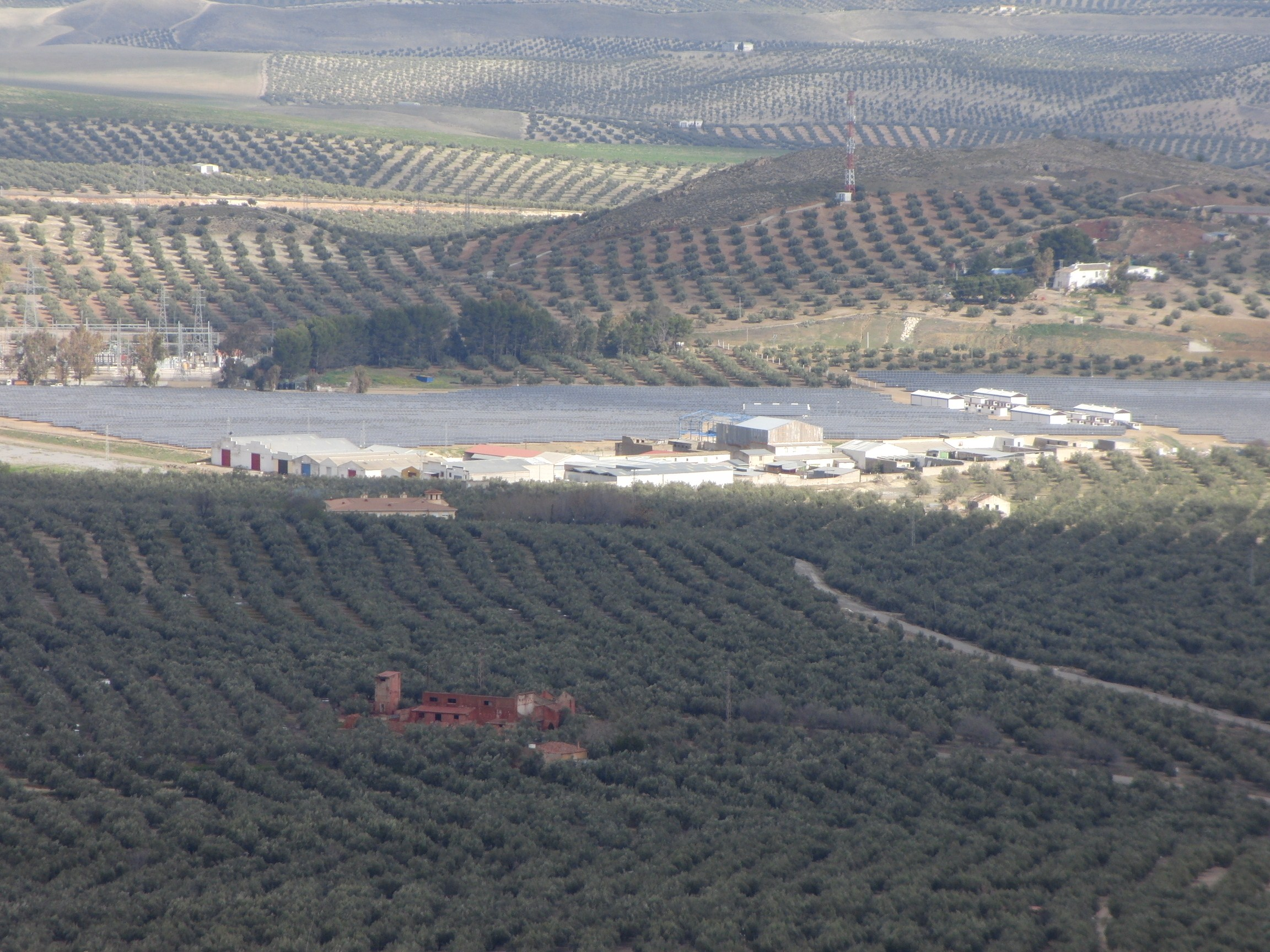
Zonnepanelenpark
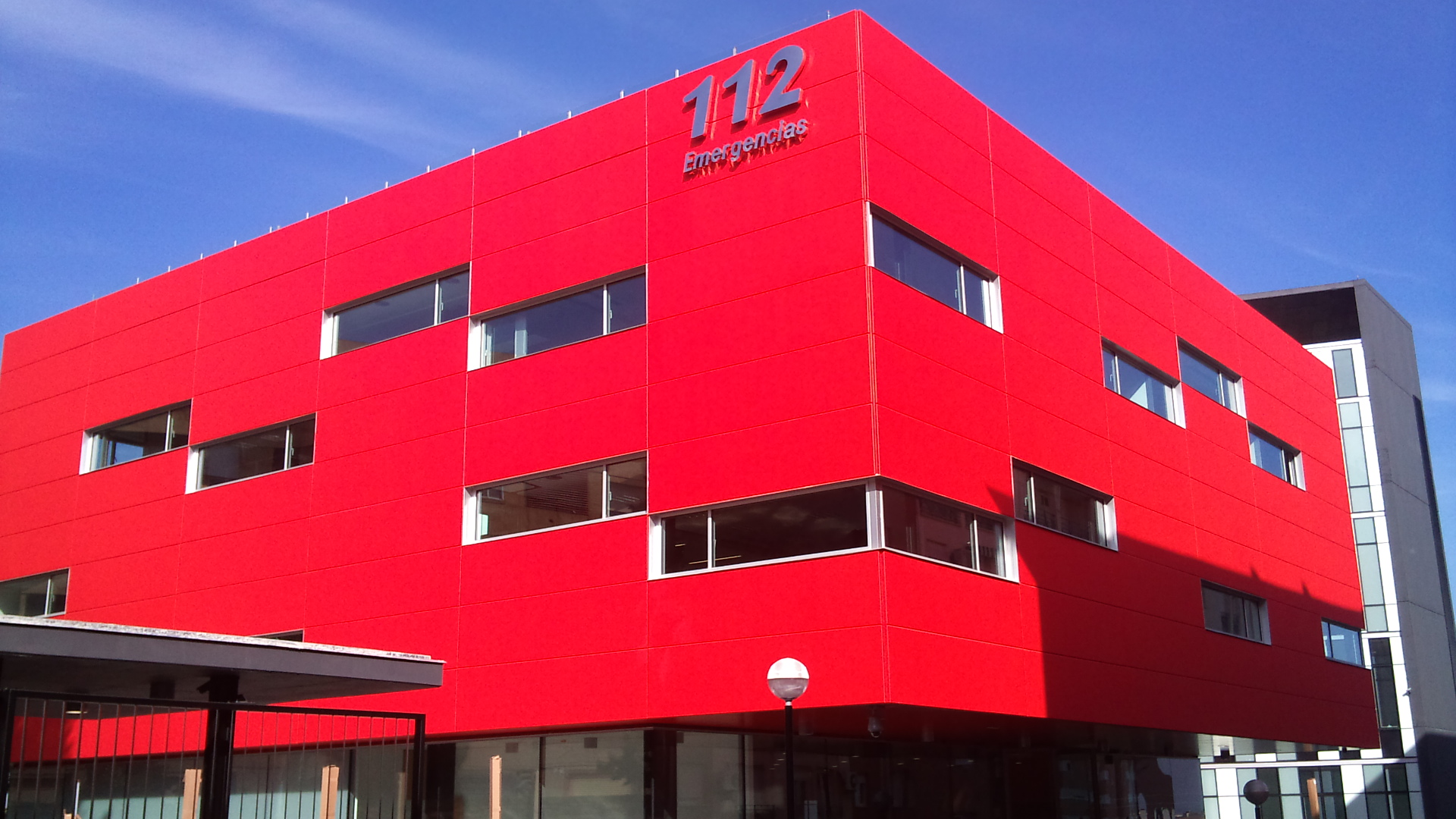
112-gebouw
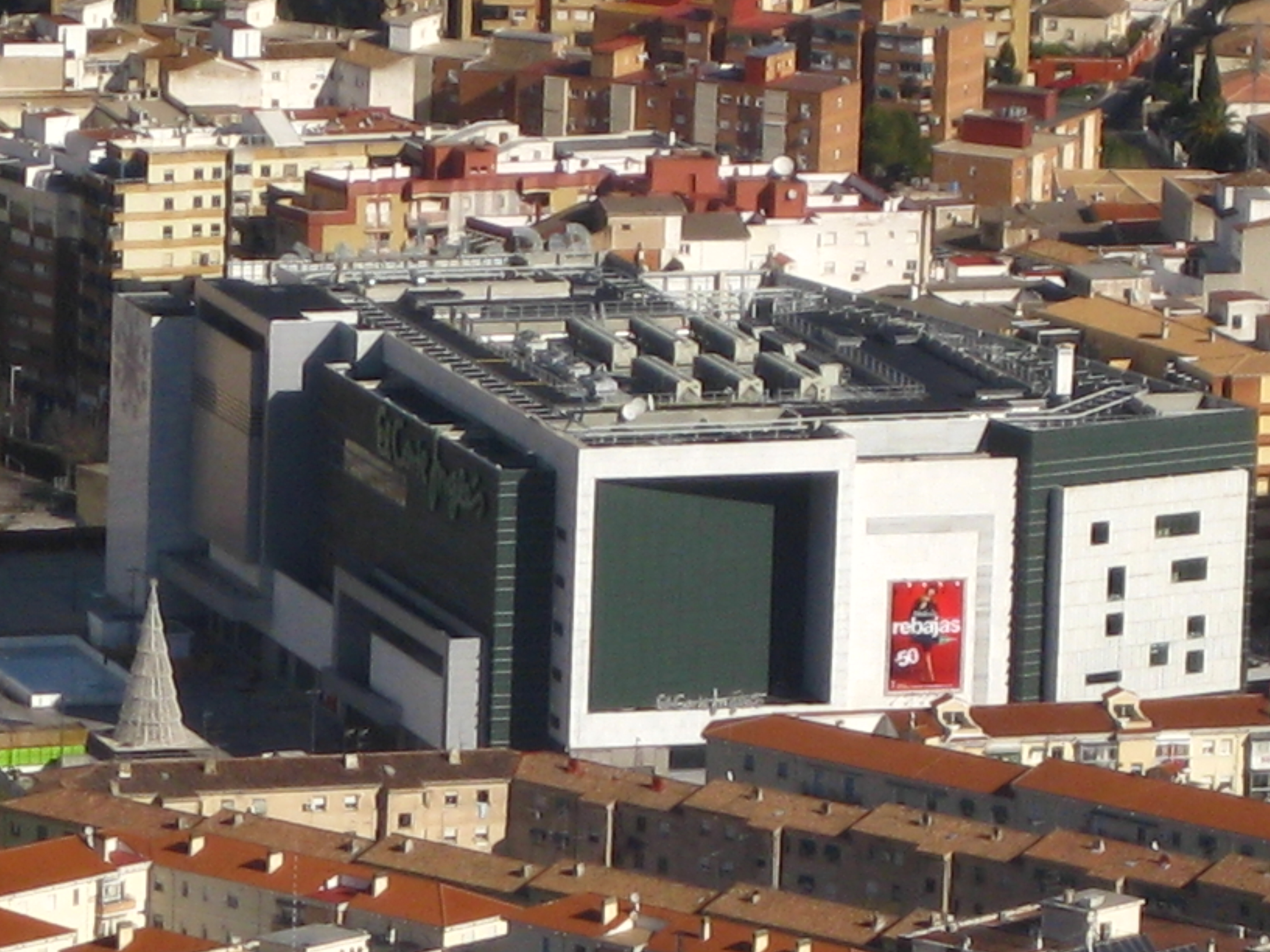
Handelsgebouw van de  warenhuisketen Corte Inglés de Jaén

Belangrijke bedrijfstakken in de stad Jaén en omgeving zijn:
- de landbouw, alsmede de handel in en de industriële verwerking van landbouwproducten, met name de hier uit duizenden olijfboomgaarden in de regio afkomstige olijfolie;
- het toerisme, vanwege de historische bezienswaardigheden in de stad en haar omgeving;
- de dienstensector, omdat Jaén een universiteitsstad en een regionaal bestuurscentrum is. Het ziekenhuis van de stad heeft 785 bedden. Politie en brandweer beschikken over een speciaal 112-gebouw, van waaruit acties in noodsituaties (onder leiding van de politie; het alarmnummer in Spanje is evenals in Nederland en België 112) worden gecoördineerd.
- Voorts kent Jaén nog gevarieerde industrie van vooral regionaal en plaatselijk belang. Met name chemicaliën, lederen producten, textielproducten, sterkedrank en koekjes worden er geproduceerd.
- In de stad zetelen een grote,  in geheel Spanje bekende, Santo Reino genaamde, sedert 1965 bestaande fabriek van aardappelchips en soortgelijke snacks, snoepjes en gedroogde vruchtjes, alsmede een bierbrouwerij van het Heineken-concern (Alcázar).
- Ten slotte is er het in een stad van deze omvang gebruikelijke midden- en kleinbedrijf, waaronder de detailhandel.
- Veel elektriciteit in de stad wordt opgewekt d.m.v. zonne-energie. Enkele kilometers ten noorden van de stad staat het zonnepanelenpark van Polígono de Managua met de toepasselijke naam Los Olivares (De Olijfbomen).

### Milieuproblemen

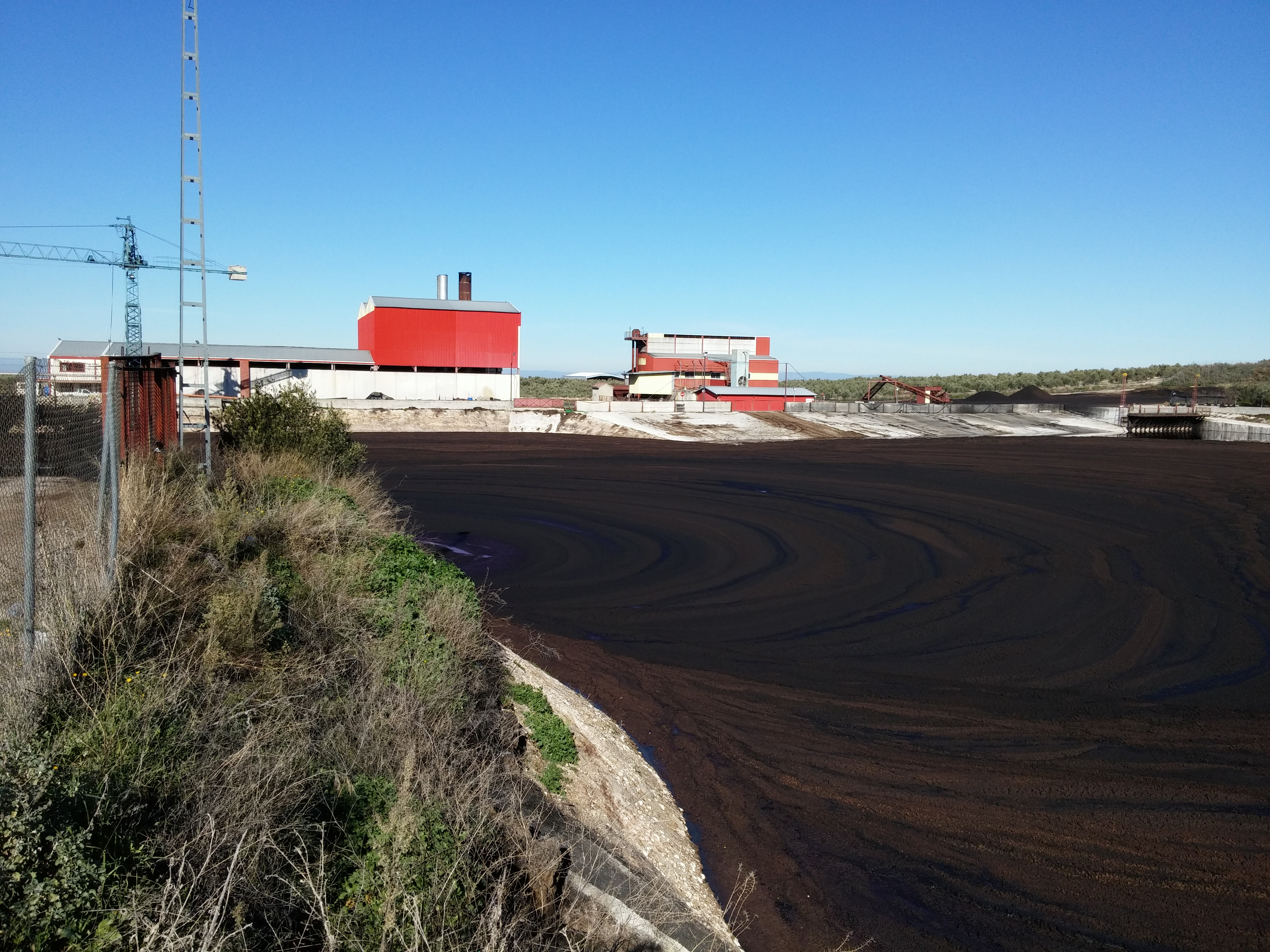
Opvangbekken voor alpecín bij de olijfgaarden van Mancha Real, 15 à 20 km ten oosten van Jaén

Een belangrijk milieuprobleem van de olijfoliefabricage is de na het persen en destilleren als afvalstof vrijkomende, vloeibare, bittere droesem. In de streek rond Jaén is dit probleem groot, en hier vigeren drie verschillende benamingen voor deze droesem: amurca, hetgeen "bitter" betekent, jamila en alpecín.
Het is van groot belang, dat deze droesem niet in oppervlaktewateren wordt geloosd, daar deze zeer schadelijk is voor al het leven in de rivieren en beken. In 2019 is vastgesteld dat in de Guadalbullón, 30 km bovenstrooms van Jaén, door de lozing van deze afvalstof bijna de gehele visstand in de rivier is doodgegaan, met uitzondering van de barbeel.   De amurca kan gedeeltelijk worden gerecycled door het spul als bemesting tussen de olijfbomen te gieten. Reeds ten tijde van Plinius de Oudere, die hiervan melding maakte, pasten de Romeinen deze recycling toe. Modernere toepassingen van hergebruik van amurca, waarmee in Andalusië wordt geëxperimenteerd, zijn het gebruik als bio-brandstof en recycling voor de productie van bioplastics.

## Universiteit
Jaén beschikt sinds 1993 over een universiteit. Ze heeft nevenvestigingen in Linares en Úbeda. De instelling heeft de officiële afgekorte namen UJA of UJAEN en de Latijnse naam Universitas Giennensis.

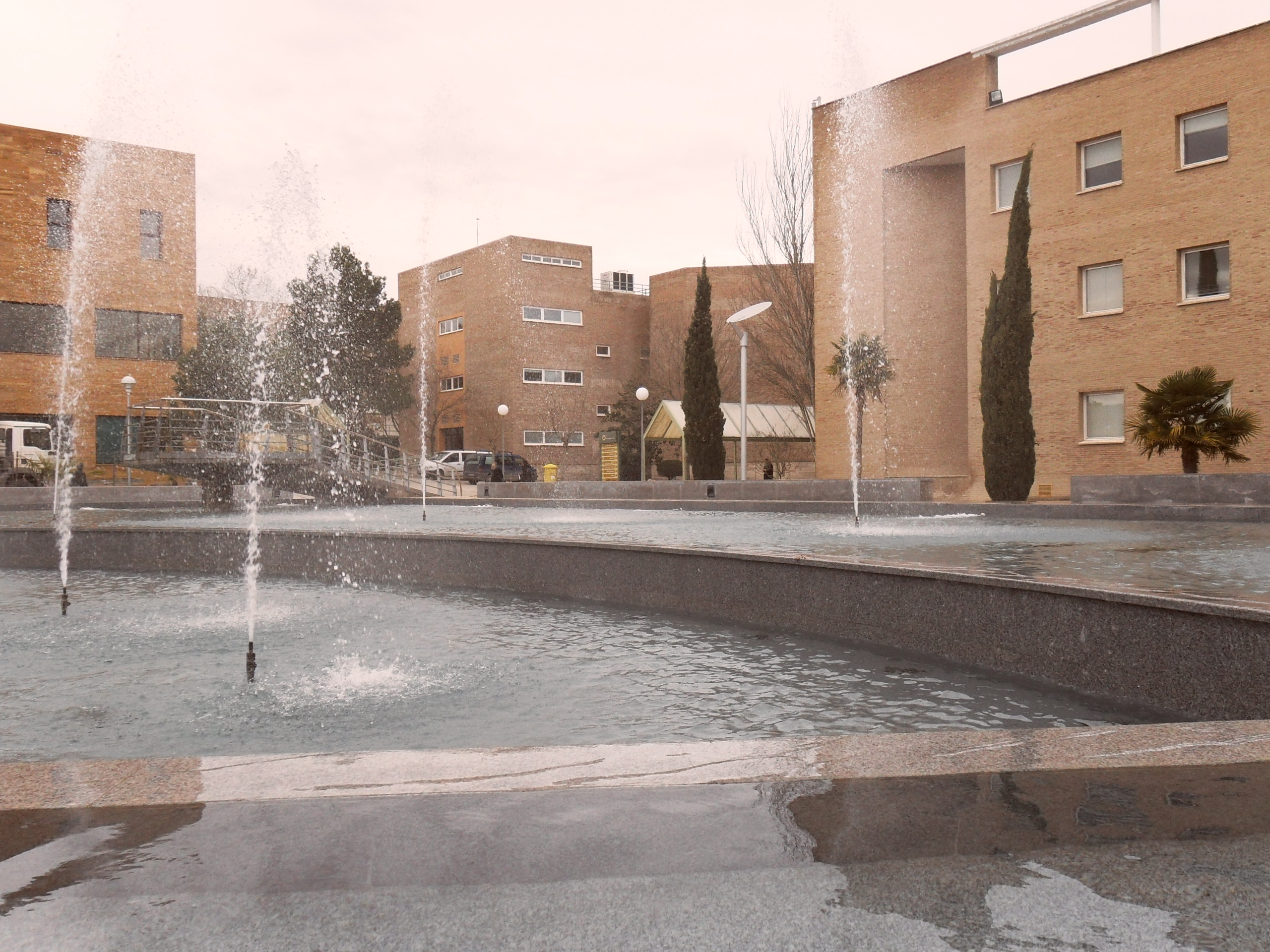
Universiteit Jaén, faculteitsgebouw sociale en juridische wetenschappen
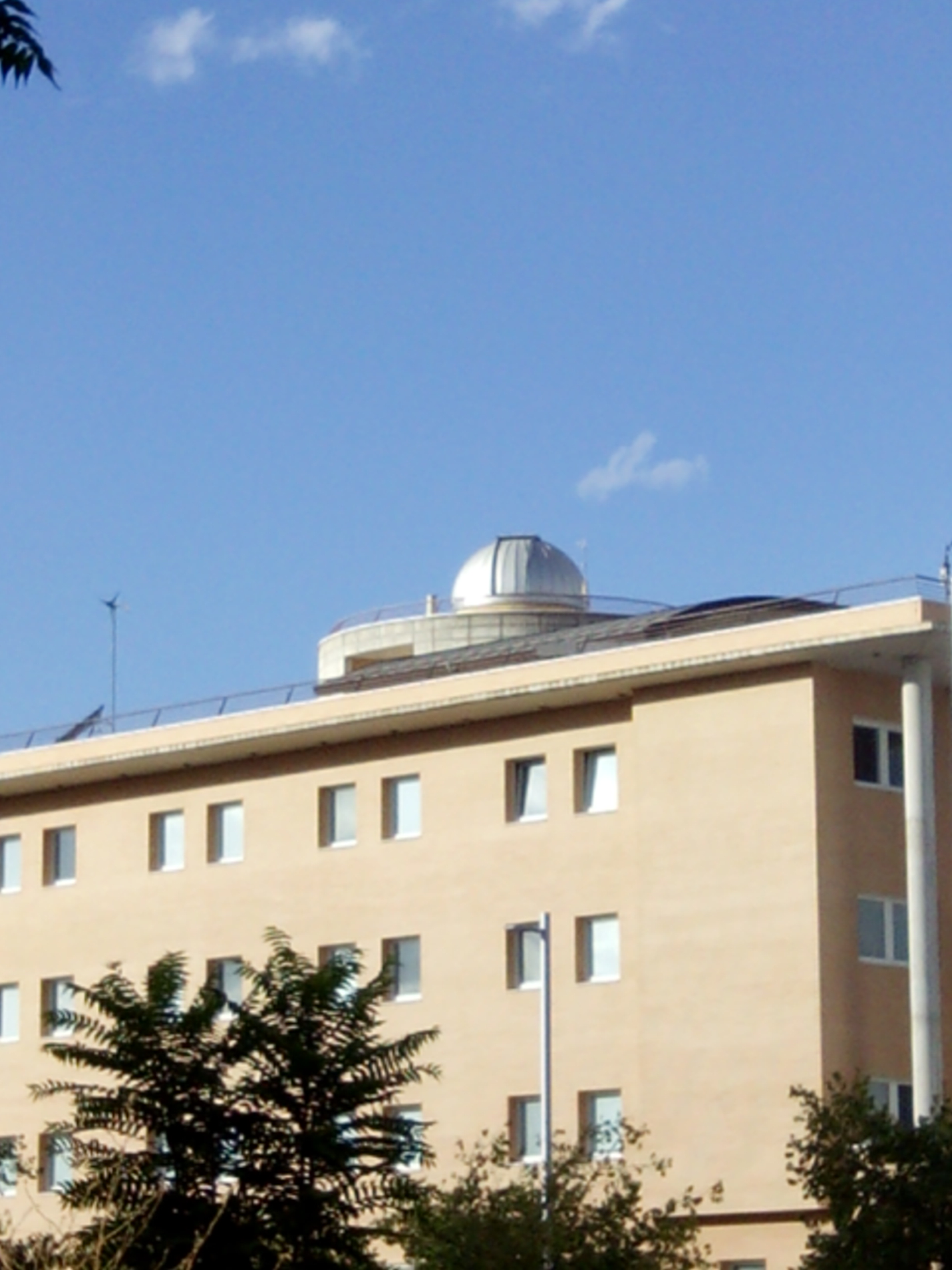
Telescoop

Men kan er in onder meer de volgende disciplines studeren:
- experimentele natuur- en milieuwetenschappen, o.a. scheikunde en biologie
- sociale en juridische wetenschappen, waaronder rechten, rechtsfilosofie, economie, gezondheidszorgstudies, wiskunde, geschiedenis, statistiek, informatica, mediterrane talen
- humaniora en pedagogiek, waaronder Engels, Spaans, muziek, pedagogiek en didactiek, psychologie
- fysiotherapie en verpleegkunde
- alle disciplines van een ingenieursopleiding/technische universiteit, in een apart gebouwencomplex
- sociaal werk.

In 2015 had de universiteit ruim 900 professoren en bijna 16.000 studenten (met inbegrip van de nevenvestigingen).

## Bezienswaardigheden, evenementen e.d.

### Bezienswaardigheden
- Ten zuidwesten van het stadscentrum ligt, op een 800 m hoge en dus 230 m boven de stad uit rijzende, heuveltop de kasteelruïne Castillo de Santa Catalina. De grotendeels na 1950 met pijnbomen beboste helling tussen dit kasteel en de stad zelf wordt het Parque periurbano de Santa Catalina genoemd en is een stadsrandpark. Een gedeelte van het van oorsprong door de Arabieren in de 8e eeuw gebouwde, na de christelijke verovering in 1246 gerenoveerde, Castillo is gerestaureerd en als hotel (parador) in gebruik.
- Museo de Jaén, dicht bij het station, een museum met in zijn collectie veel historische voorwerpen en waardevolle oudheidkundige vondsten , o.a. een Romeins mozaïek; er is ook een omvangrijke schilderijencollectie.
- In 2017 heeft het Museo de Jaén zijn collectie archeologische voorwerpen van de cultuur der Iberiërs, waaronder door dezen in de 5e eeuw v.Chr. gemaakte beeldjes ondergebracht in een nieuw museum, zeven huizen verder in dezelfde straat. Dit Museo de Arte Ibérico heeft ook andere verzamelingen op dit gebied in zijn collectie opgenomen. Het ook wel Museo Ibéro genaamde instituut is gratis toegankelijk (maandags gesloten). Het is de bedoeling, dat dit museum in de toekomst één der belangrijkste op dit gebied ter wereld moet worden. Voorlopig richt het zich helaas alleen nog op Spaanstalige bezoekers.
- Catedral de la Asunción de Jaén, een 16e-eeuwse kathedraal in renaissancestijl: in de kathedraal hangt o.a. een Santo Rostro, een 14e-eeuwse, uit Siena afkomstige kopie van de (vermeende) Zweetdoek van de  H. Veronica.
- Tot de talrijke andere bezienswaardige kerken in de oude stad behoren de Basilica de San Ildefonso (gotisch, 14e-15e eeuw; met de kapel van de beschermheilige van de stad, Nuestra Señora de la Capilla), de Iglesia de San Juan.
- Arabische baden (zie ook: hammam): het gebouw van de hamam uit de 10e eeuw is goeddeels bewaard gebleven. In de 13e eeuw werd het gebouw als leerlooierij gebruikt. In de 16e eeuw werd het complex aan het oog onttrokken, doordat  graaf Fernando de Torres y Portugal bovenop het voormalige badhuis zijn Palacio de Villardompardo liet bouwen. In 1913 werd de hamam herontdekt. Het gebouwencomplex is te bezichtigen. In het paleis van Villardompardo zijn twee musea ondergebracht: één voor traditionele klederdrachten en andere folklore, en één voor naïeve kunst.
- Op verscheidene plaatsen in Jaén, o.a. in de voormalige joodse wijk (judería), kan men door schilderachtige straatjes met een Moors/oud-Andalusisch karakter wandelen.

### Natuurschoon
- Ten zuidwesten van Jaén ligt de 1.614 meter hoge berg Jabalcuz[2]. Op de hellingen van deze berg kan men fraaie en hier en daar spectaculaire bergwandelingen maken. Totdat de instelling in 1972 failliet ging, was hier op 7 km ten zuidwesten van de stad ook een veel bezocht kuurcentrum met hotel en fraai tuinencomplex aanwezig. Van het oude badhuis (termos) staat het gebouw er anno 2009 verwaarloosd bij, en het terrein is met bouwhekken afgezet[3]. Wel staat het gehele complex sedert 2009 onder monumentenzorg. Achter het vervallen badhuis is een minerale bron, waar zwavelhoudend water met een temperatuur van 30 graden Celsius uit opborrelt.

### Evenementen
- Jaén is in de Spaanse muziekcultuur een belangrijke stad. Zeer prestigieus is het in 2021 voor de 62e maal gehouden pianoconcours om de jaarlijks in april uitgereikte Premio Jaén. Dit evenement geldt als het belangrijkste pianoconcours van klassieke muziek in zijn soort in Spanje. Traditionele Andalusische flamencomuziek, maar ook jazz-, pop- en rockconcerten zijn in Jaén regelmatig te beluisteren.
- Een grootse fiesta is de jaarlijks rond 18 oktober plaatsvindende Feria de San Lucas. Dit negendaagse evenement gaat gepaard met processies, vieringen van Heilige Missen in de kerken, maar ook met feestelijke maaltijden, paardensport-, dans- en muziekevenementen, stierengevechten enz.
- Evenals in o.a. Sevilla wordt ook te Jaén in de Goede Week, de Semana Santa, de laatste week voor het christelijke paasfeest, een groot aantal, ten dele feestelijke, plechtigheden gehouden, te vergelijken met die bij de Feria de San Lucas.
- Een derde feria is de heiligendag van St. Catharina op 25 november. Op deze dag gedenkt men de verovering in 1246 door koning Ferdinand III van Castilië van de stad op de moslims.
- Een vierde belangrijke fiesta is die ter ere van St. Antonius Abt , jaarlijks in de nacht van 16 op 17 januari. Daarbij wordt gebarbecued, worden vreugdevuren  ontstoken en worden speciale liederen, melenchones , gezongen.
- De Coso de la Alameda is de in 1962 gebouwde plaza de toros, de stierenvechtersarena van de stad. De arena heeft plaats voor 10.500 toeschouwers.

## Afbeeldingen

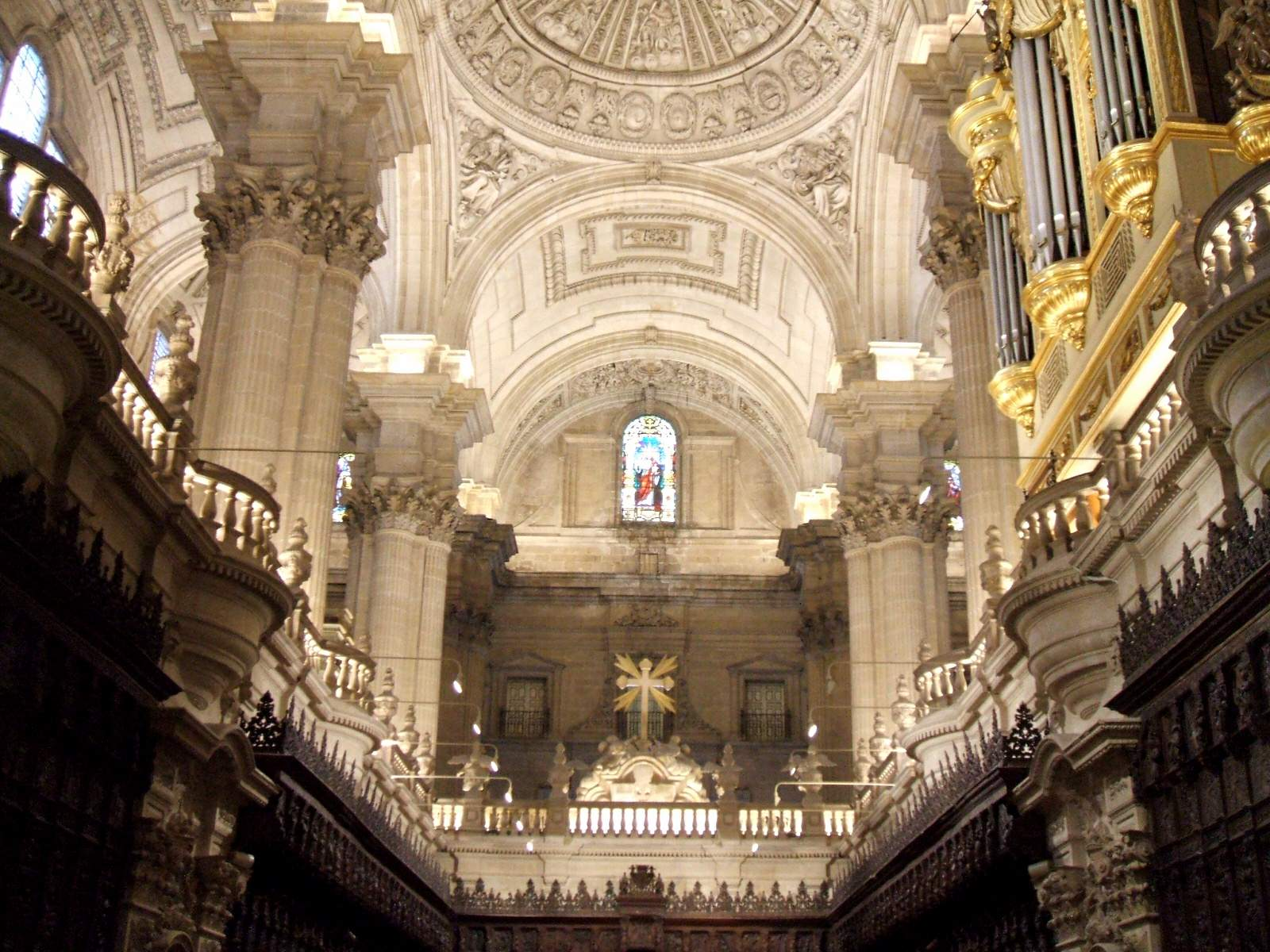
Interieur van de kathedraal
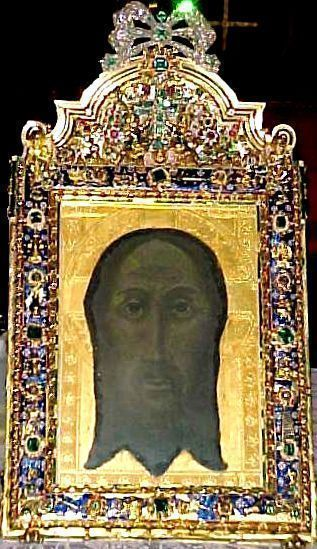
Santo Rostro in de kathedraal
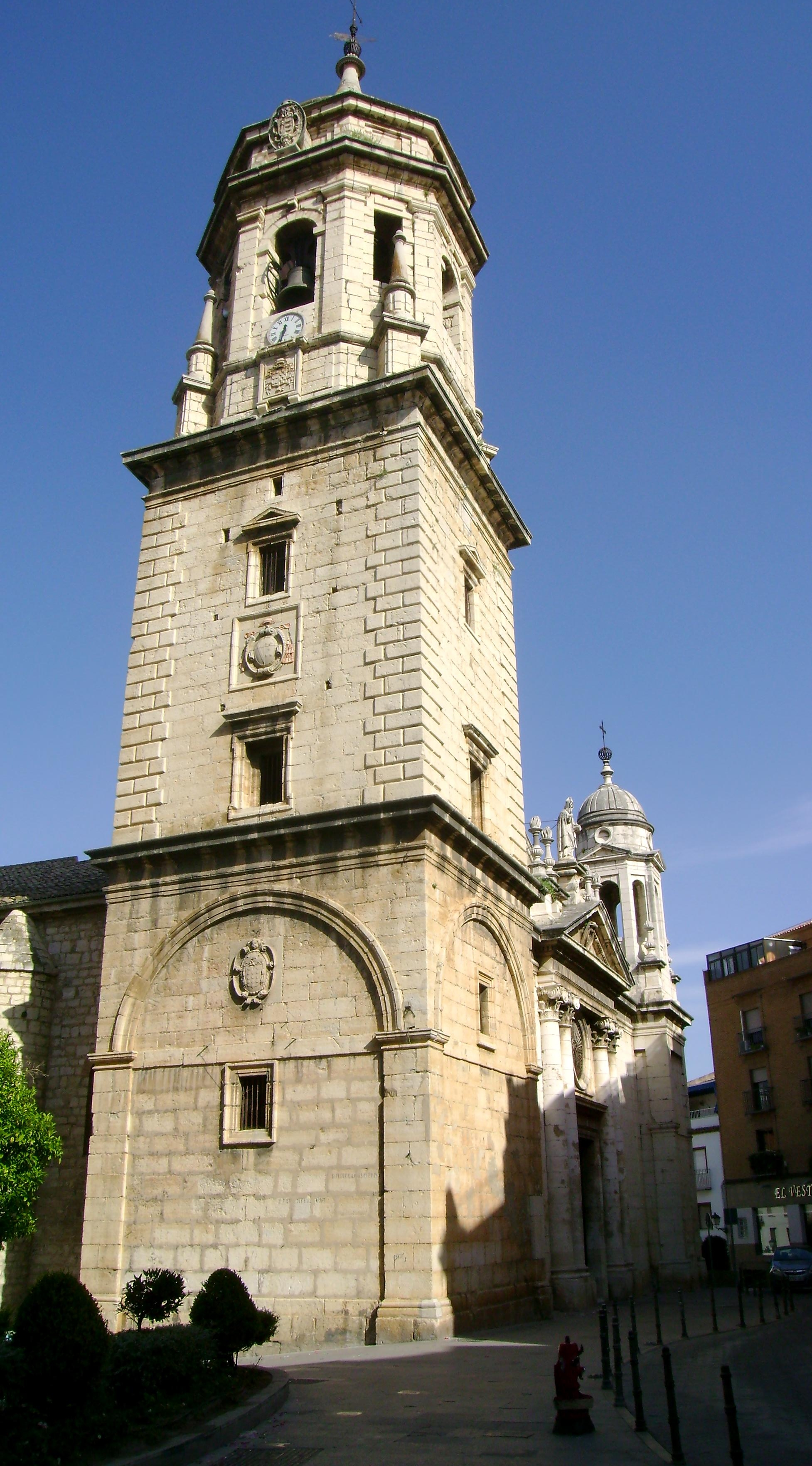
Basiliek van San Ildefonso
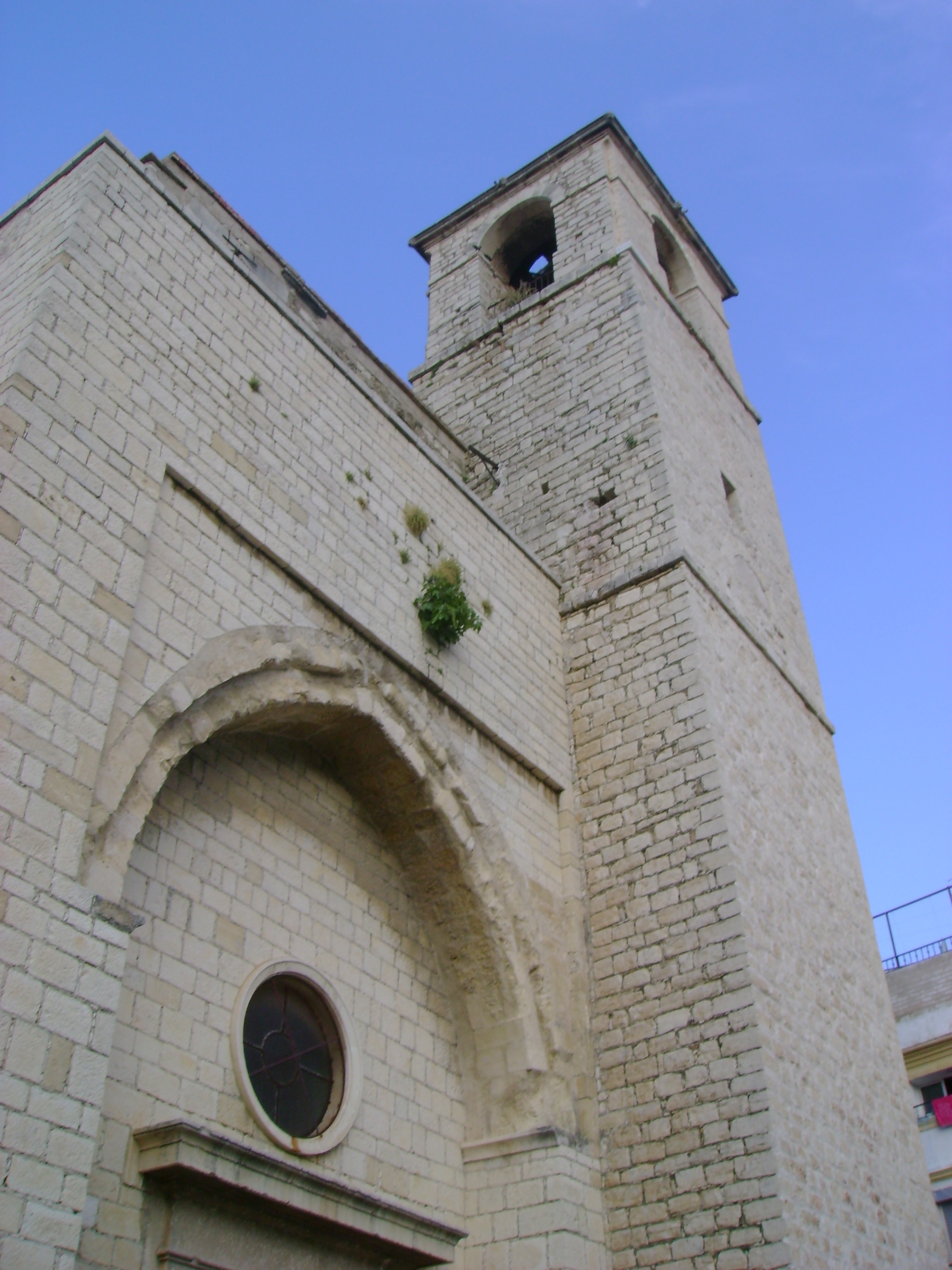
Toren van de Johanneskerk (Iglesia de San Juan)
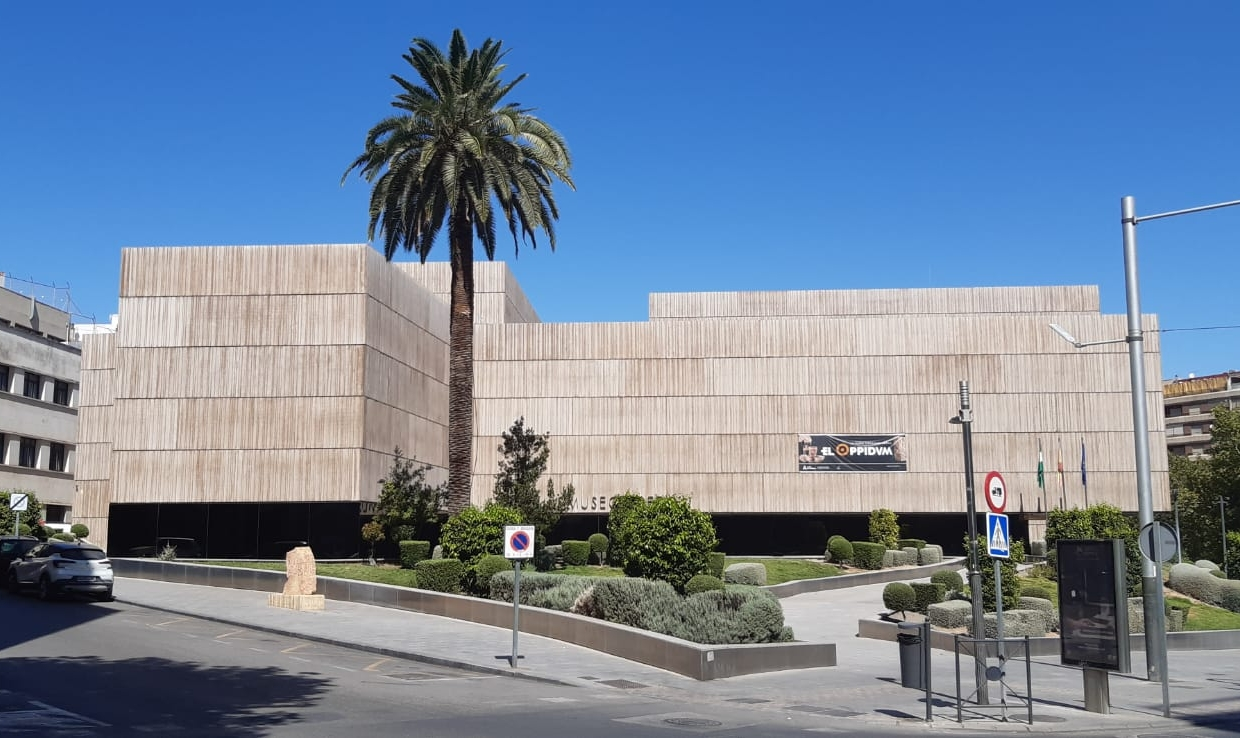
Museo Íbero
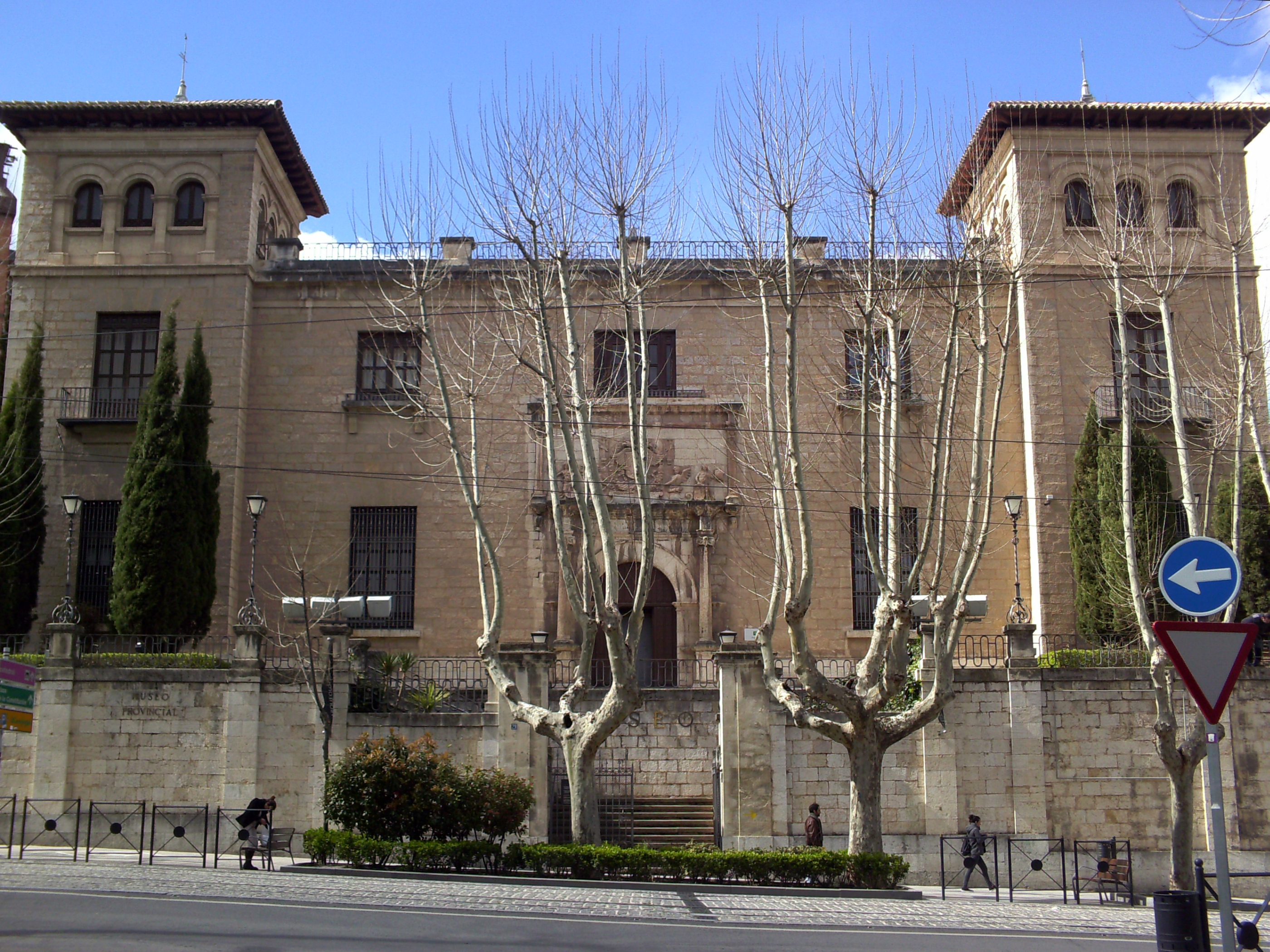
Museo de Jaén
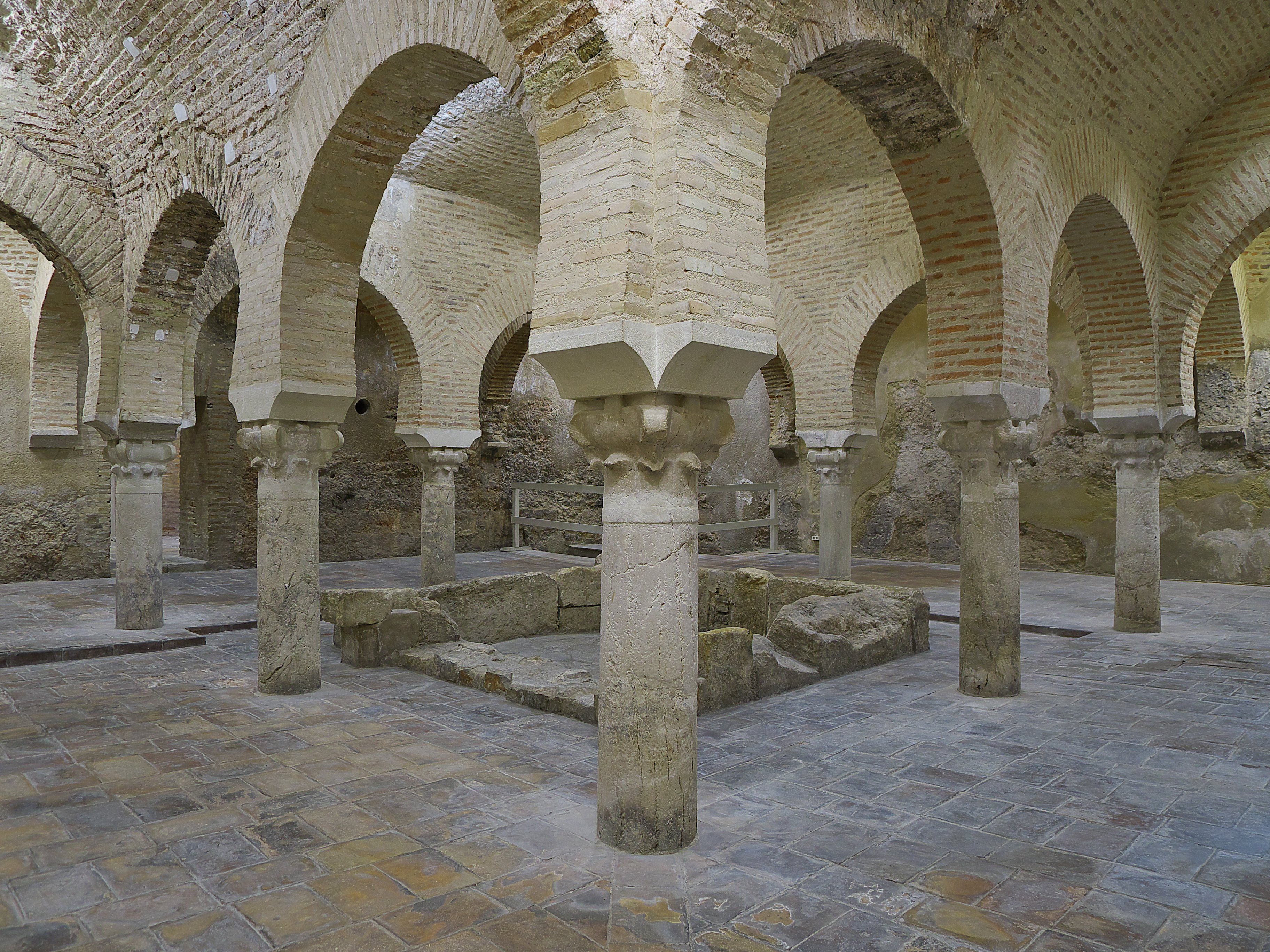
Gebouw van de Arabische baden
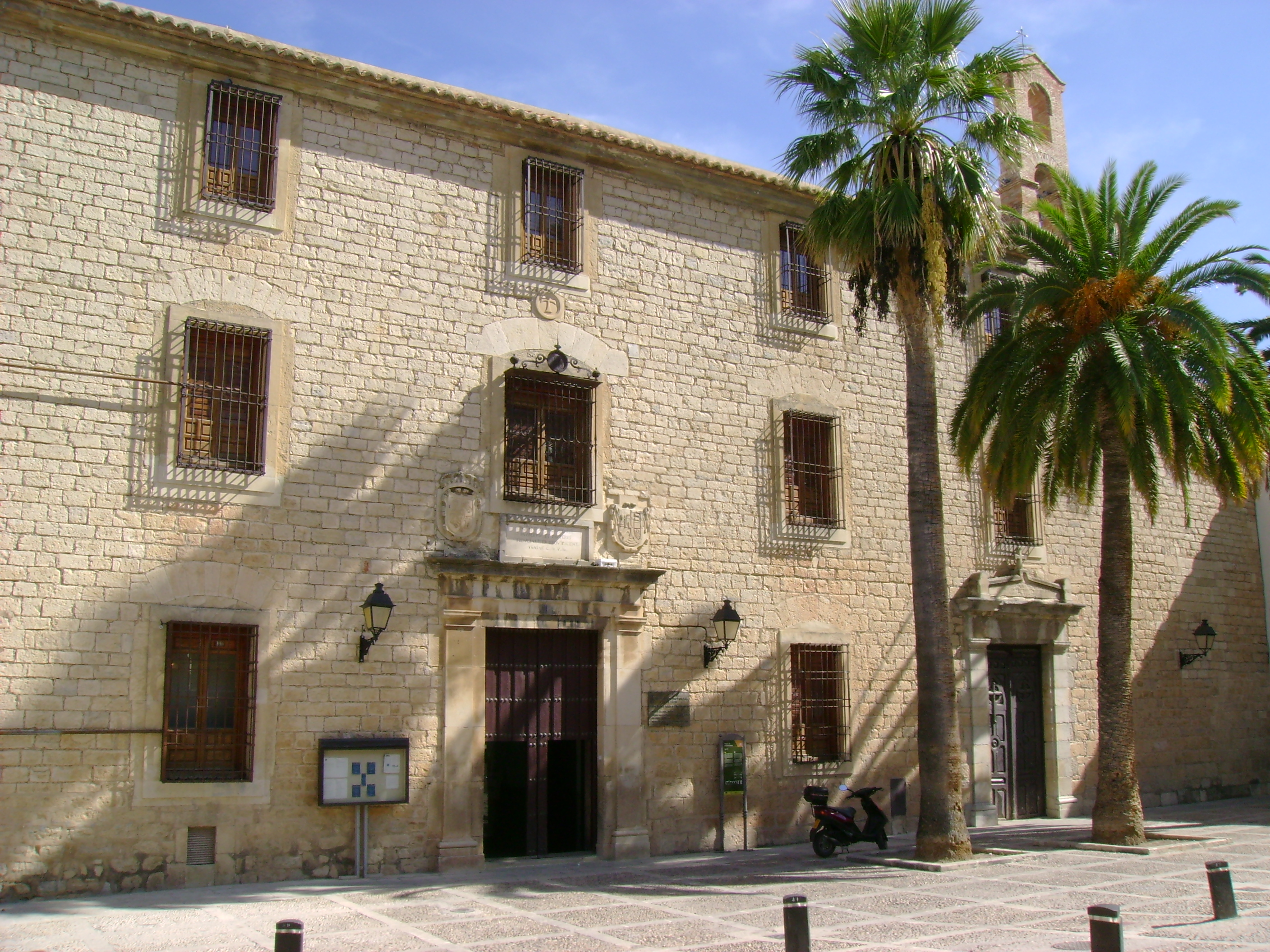
Het Palacio de Villardompardo boven deze hammam
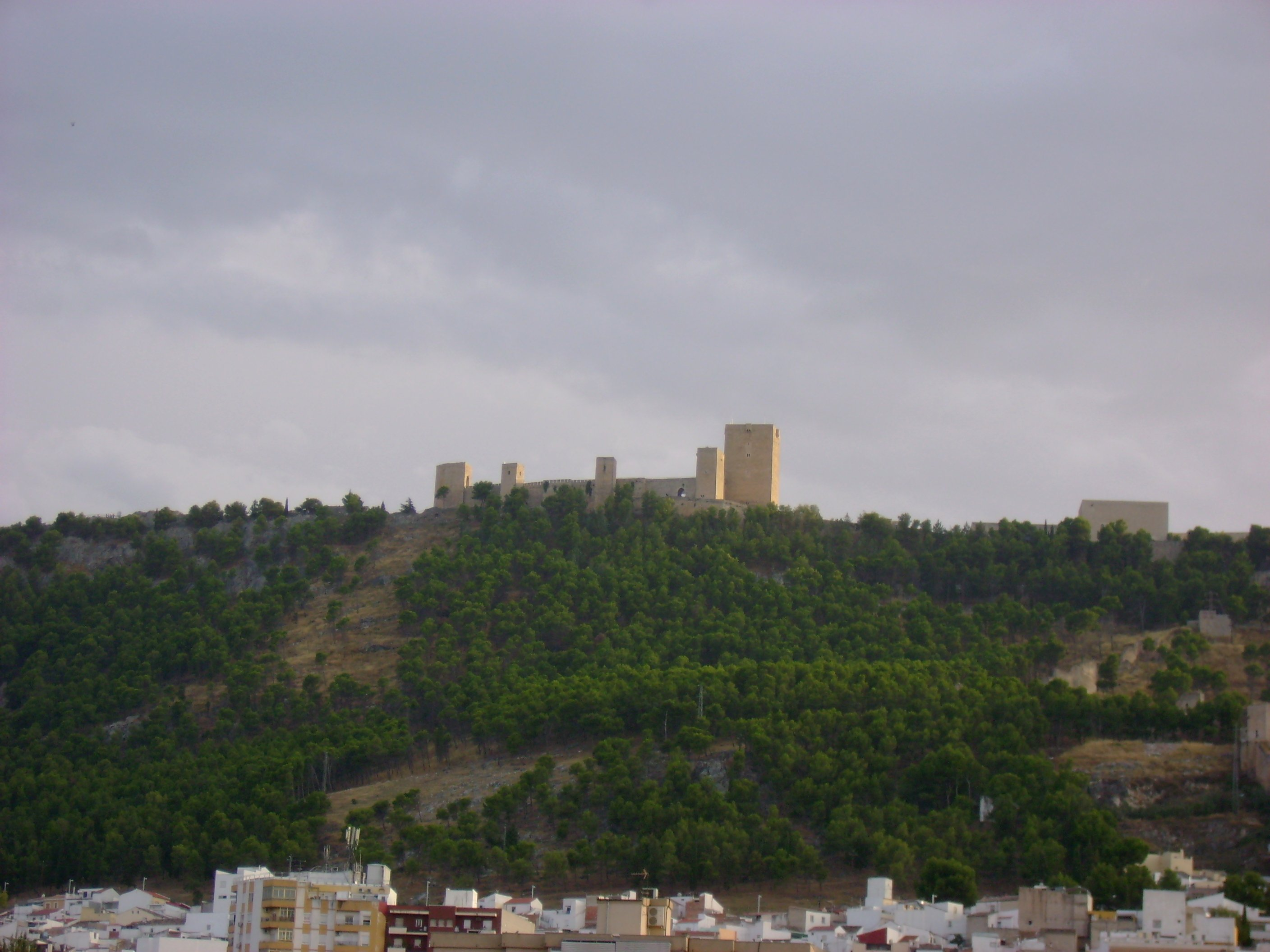
Castillo de Santa Catalina
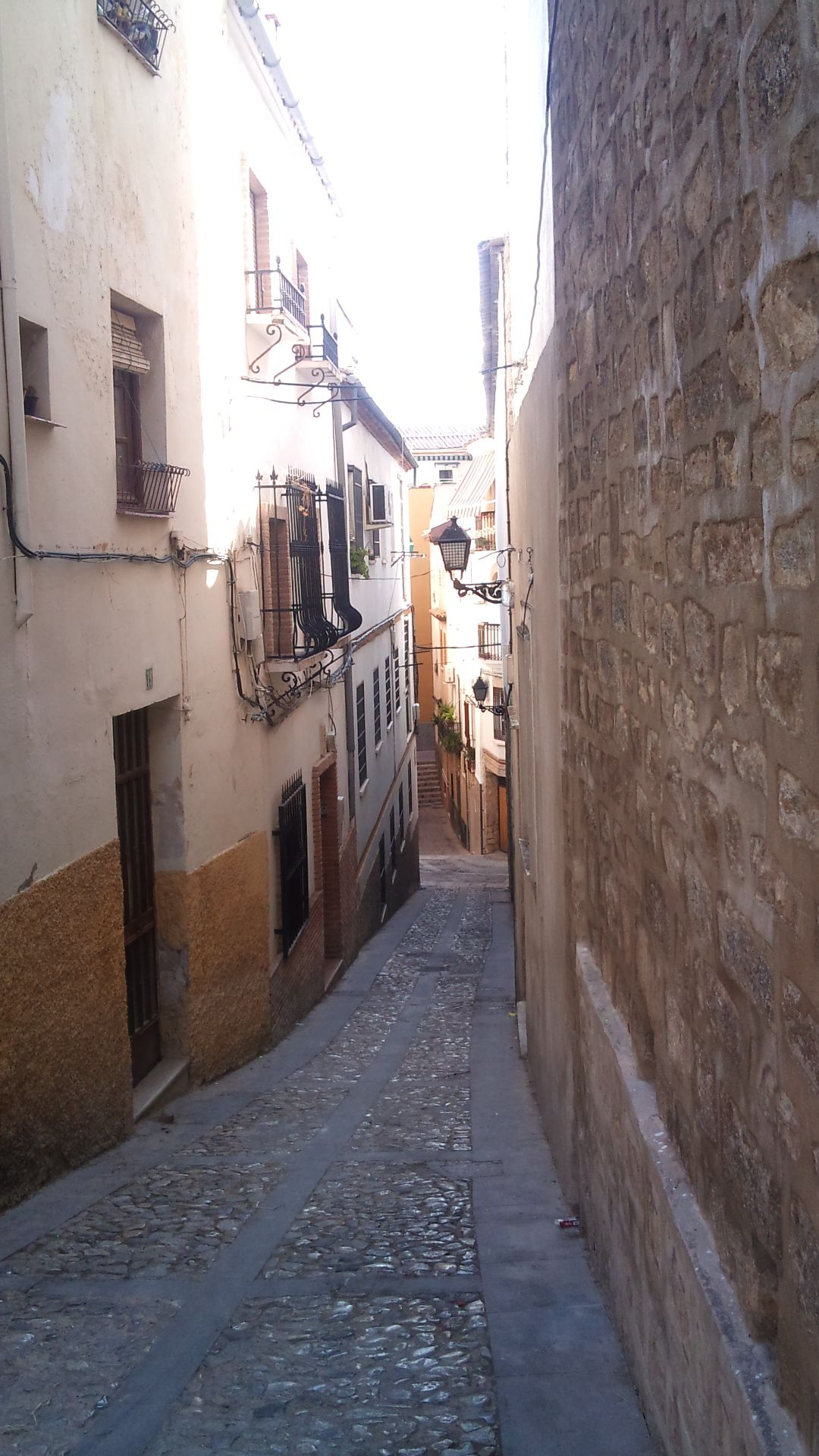
Straatje in de judería (joodse wijk)
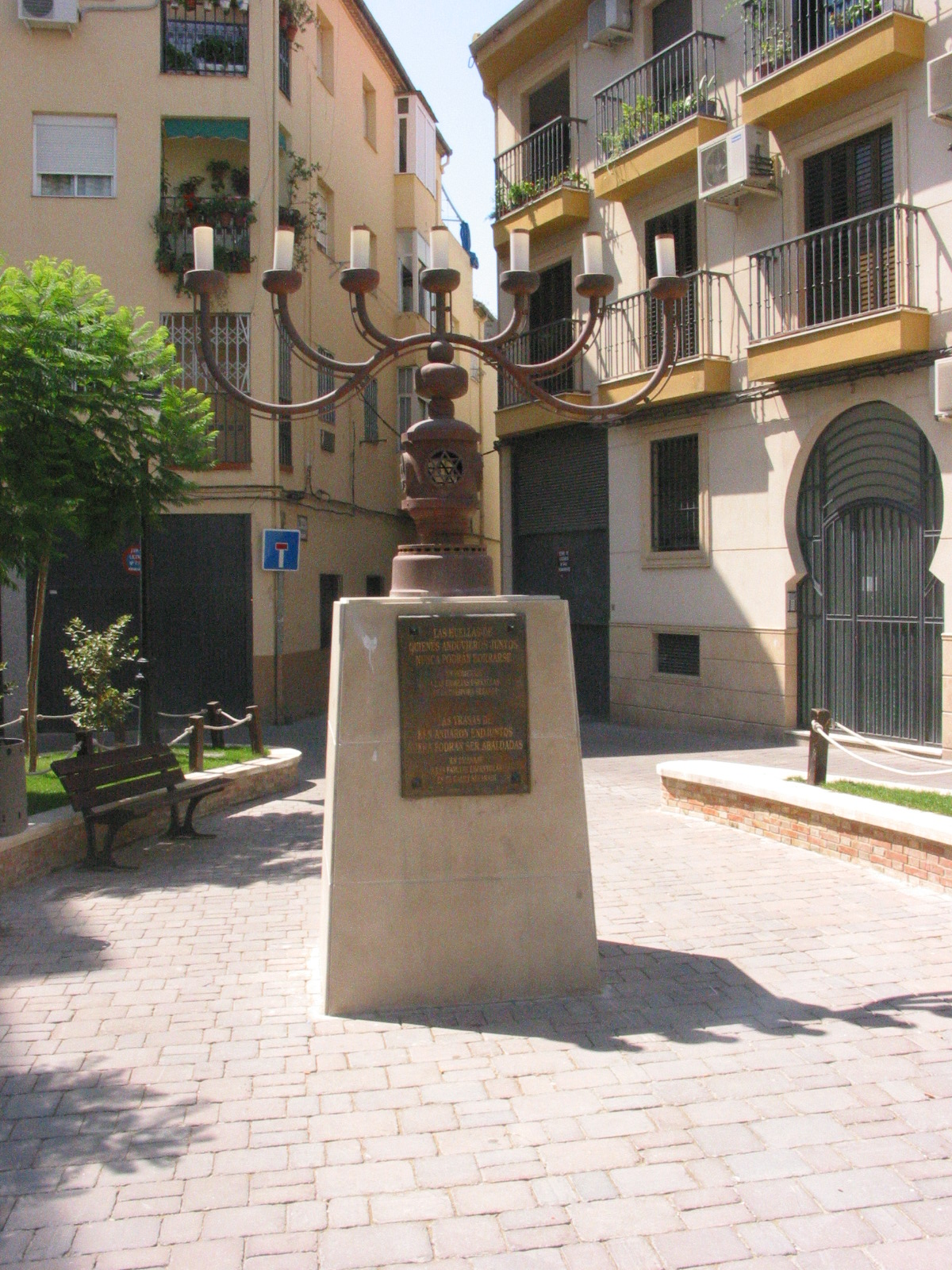
Gedenkteken in de vorm van een menora voor de in de diaspora verdreven joden, in de oude joodse wijk van Jaén
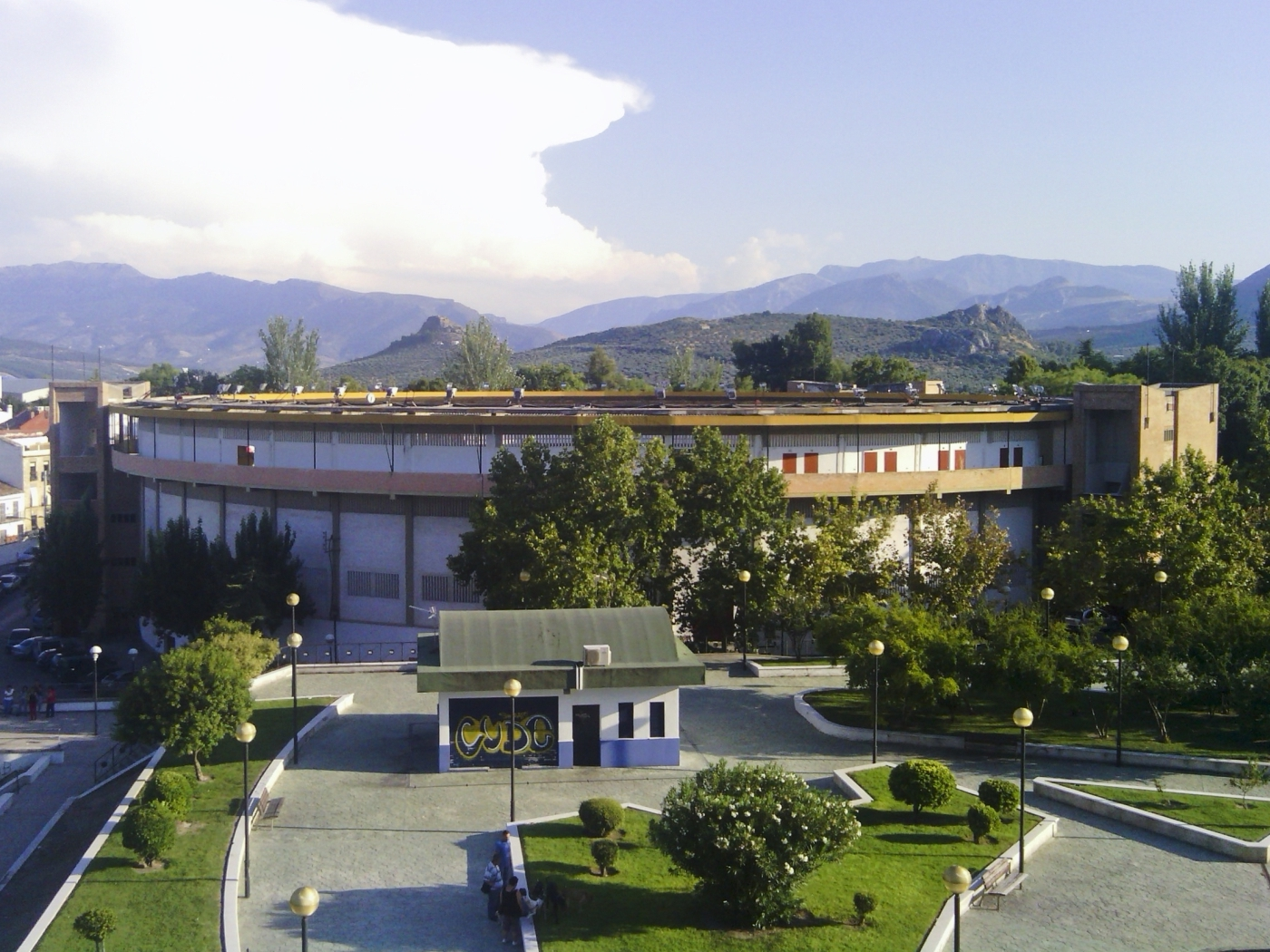
Coso de la Alameda
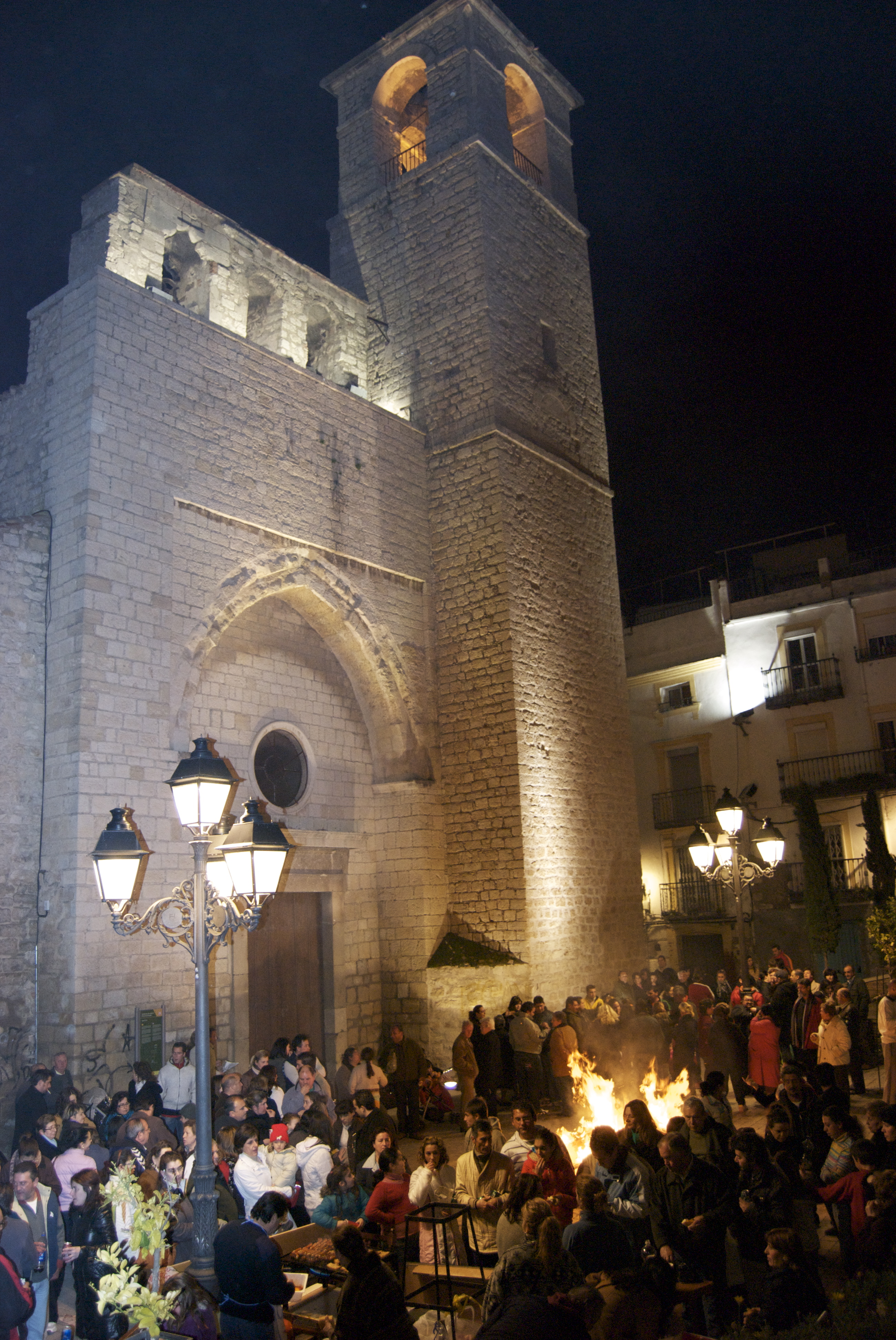
Vreugdevuur tijdens de Fiesta de San Antón, 17 januari 2009
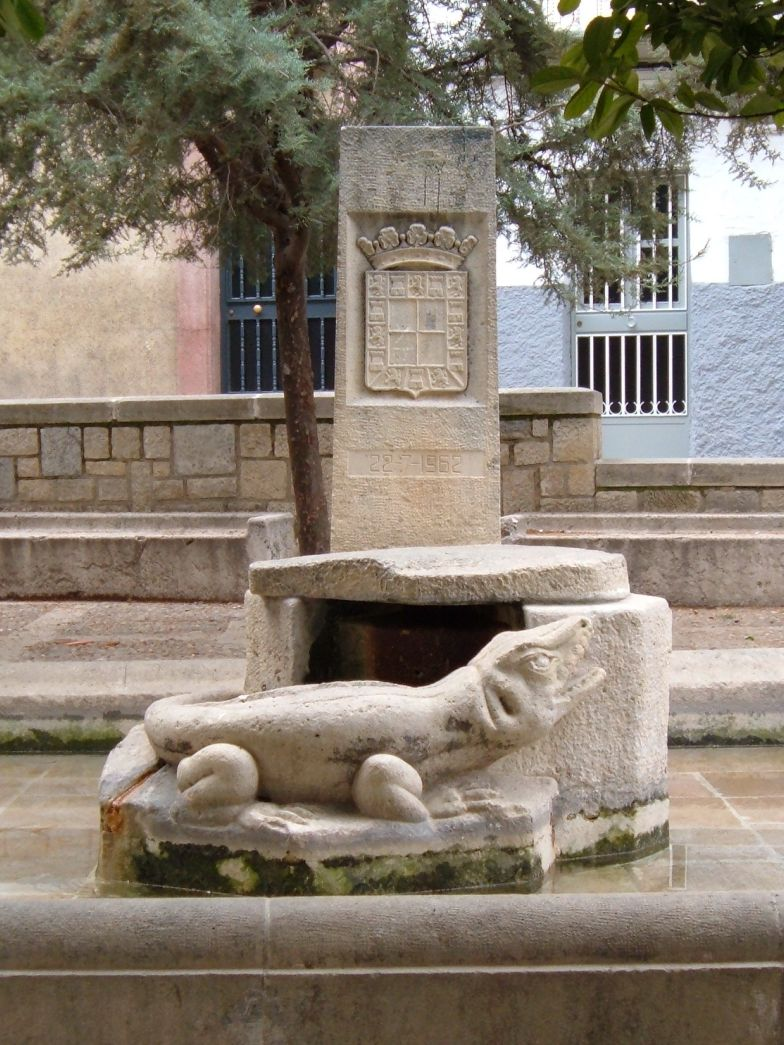
Beeld Lagarto de la Magdalena

## Demografische ontwikkeling
Bron: INE; 1857-2011: volkstellingen
Opm: Bevolkingscijfers in duizendtallen

## Sport
Jaén is de thuisplaats van de voetbalclub Real Jaén uit de Segunda División B. Deze ploeg speelt in het ten oosten van de stad gelegen  Nuevo Estadio de La Victoria.
In juli 2021 werd in de stad de Olivo Arena geopend, een multifunctioneel gebouw, dat als sporthal aan 6.500 toeschouwers plaats kan bieden.
In de stad worden jaarlijks verscheidene hardloopevenementen gehouden.  

## Belangrijke personen in relatie tot de stad

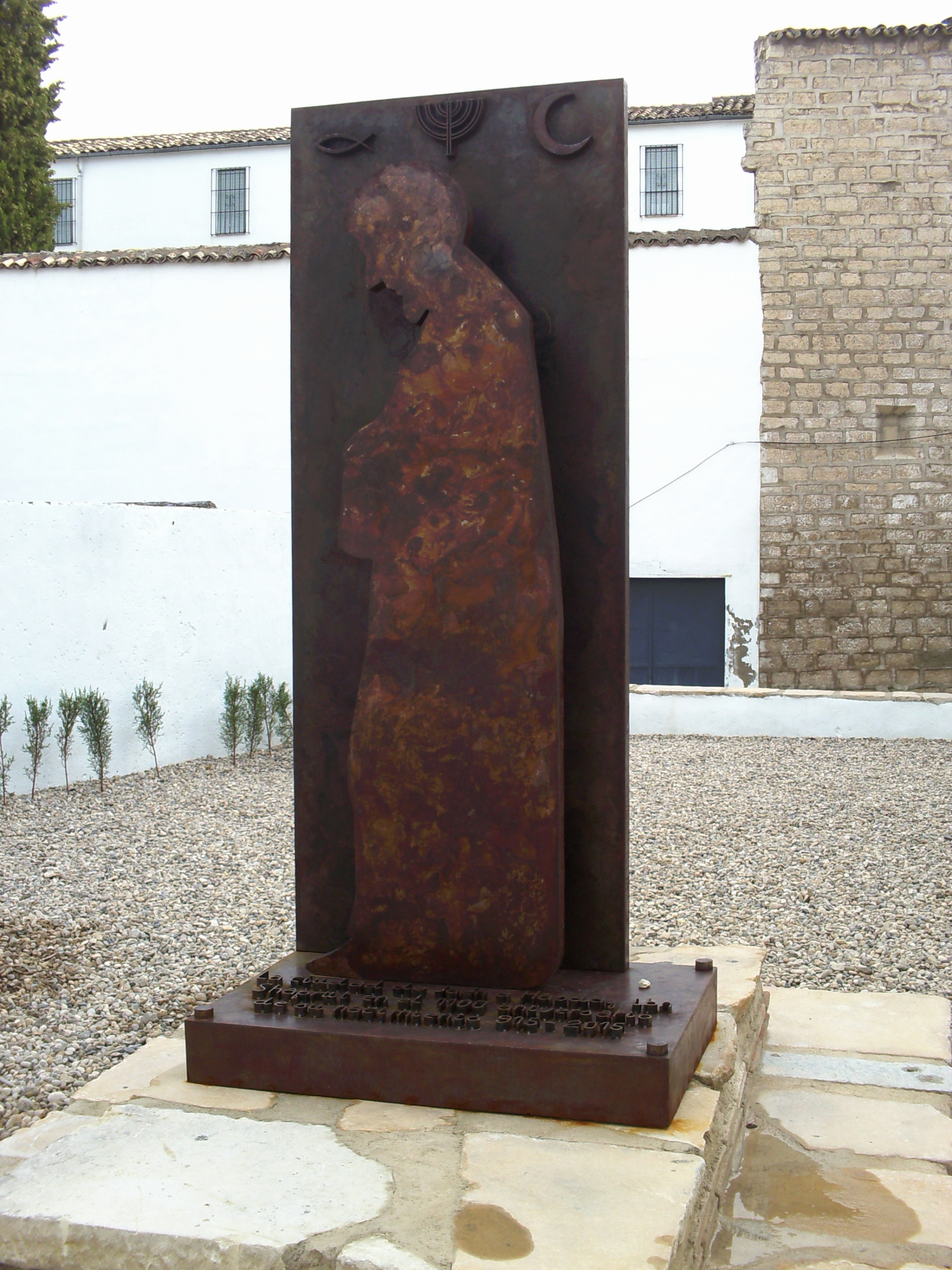
Jaén, monument voor Hasdai ibn Shaprut
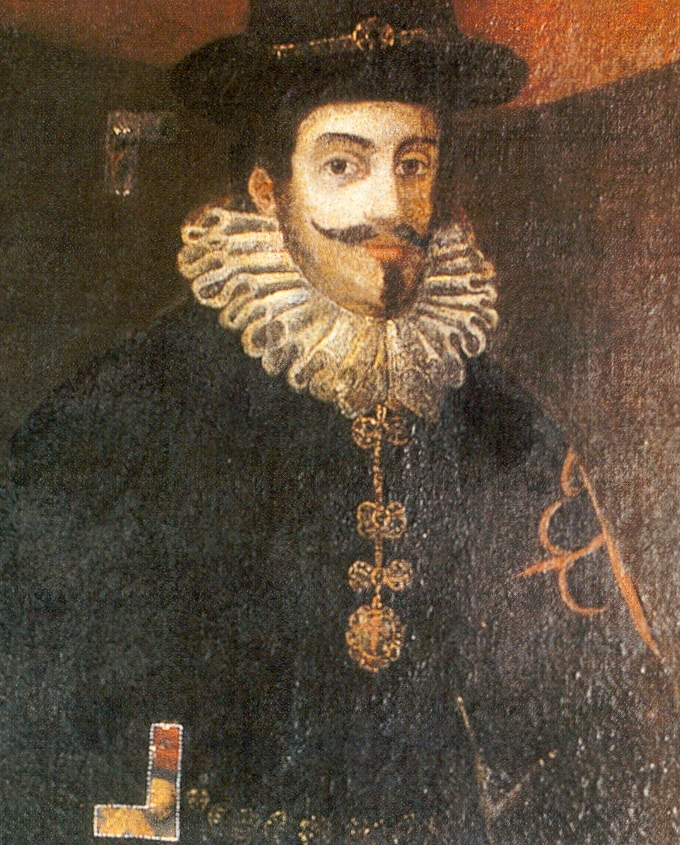
Graaf Fernando de Torres y Portugal
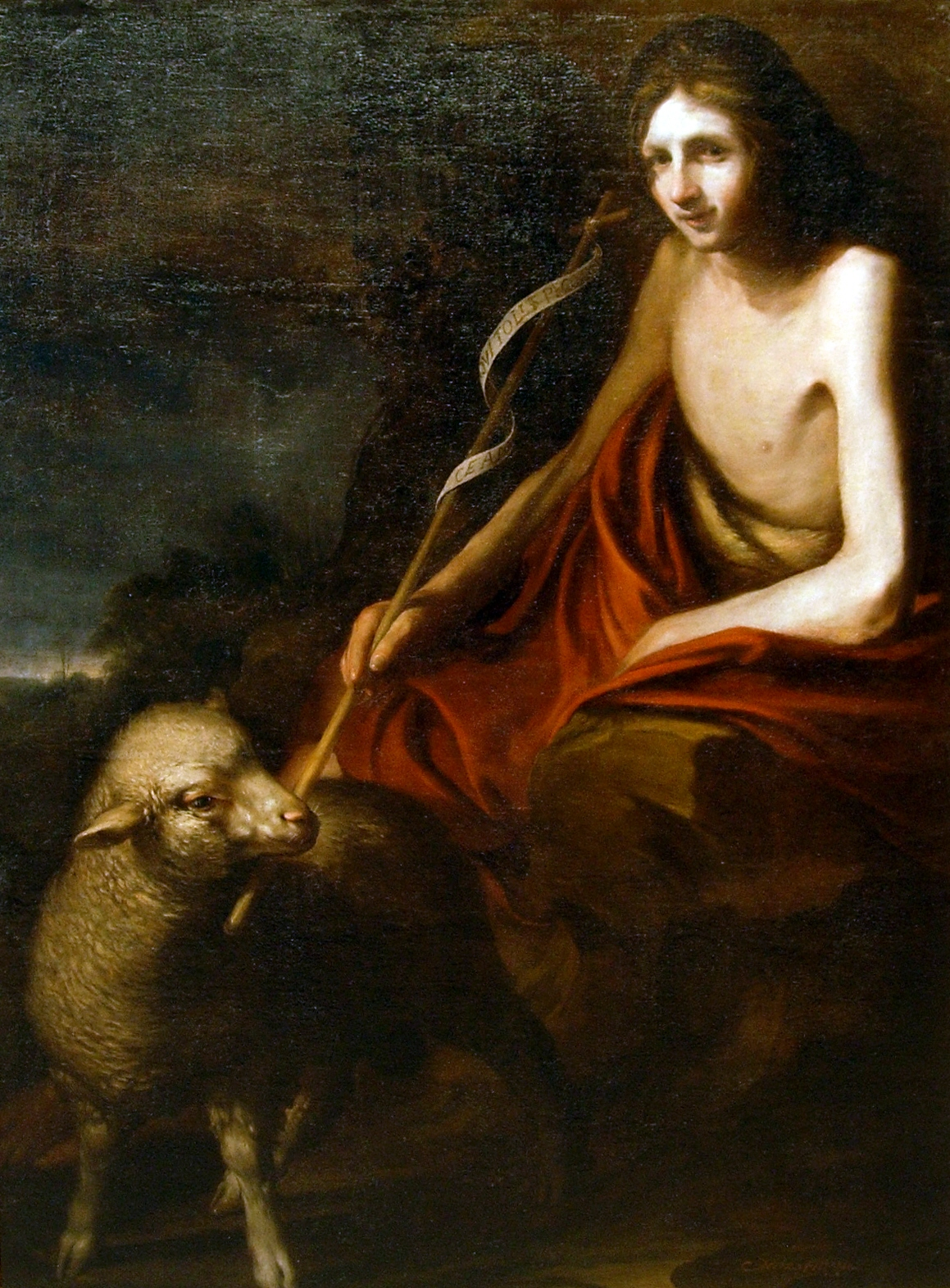
Sebastián Martinez Domedel: Johannes de Doper in de woestijn, coll. Museo de Jaén
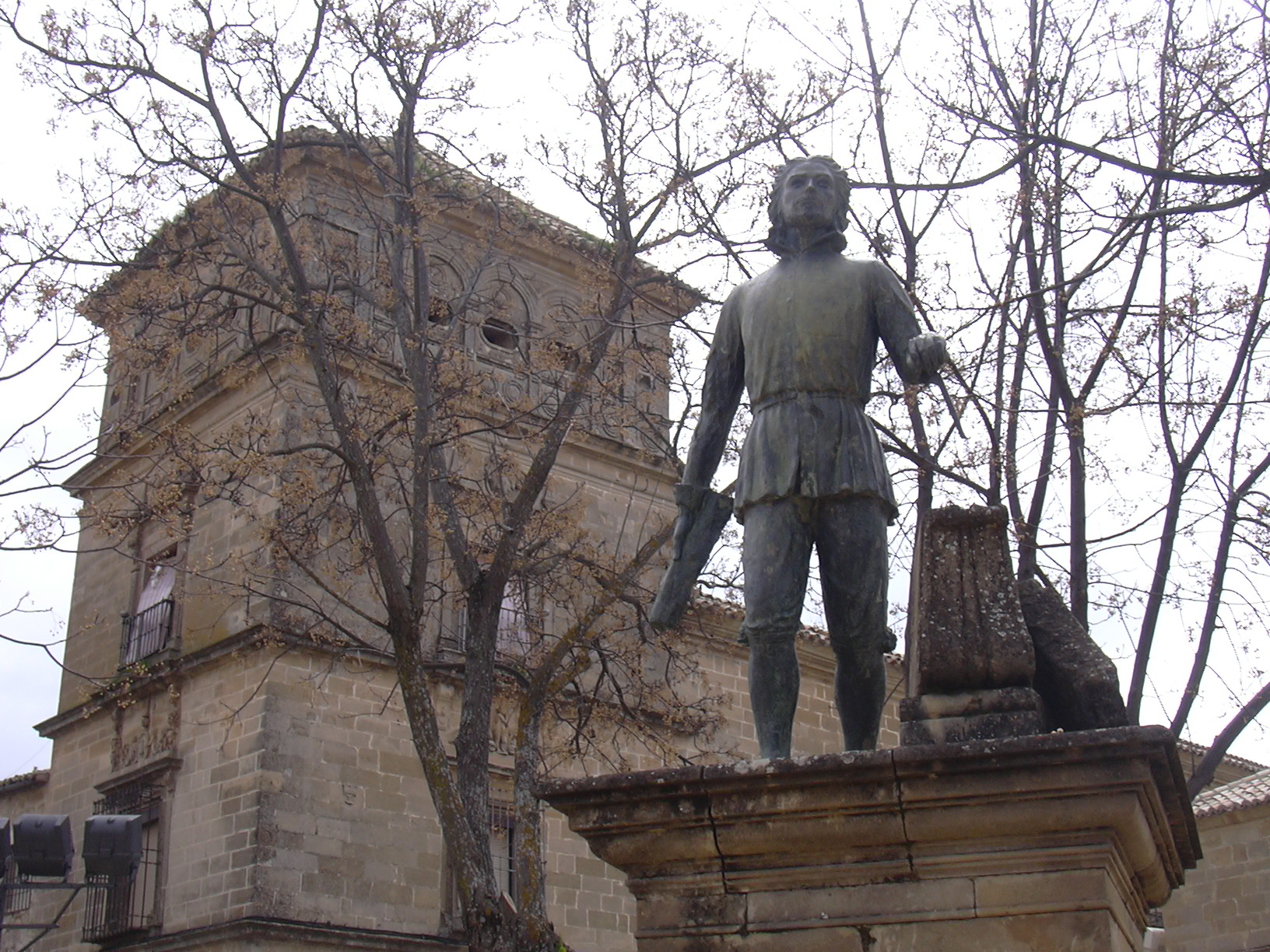
Standbeeld  te Úbeda van Andrés Vandelvira, de ontwerper van de kathedraal van Jaén
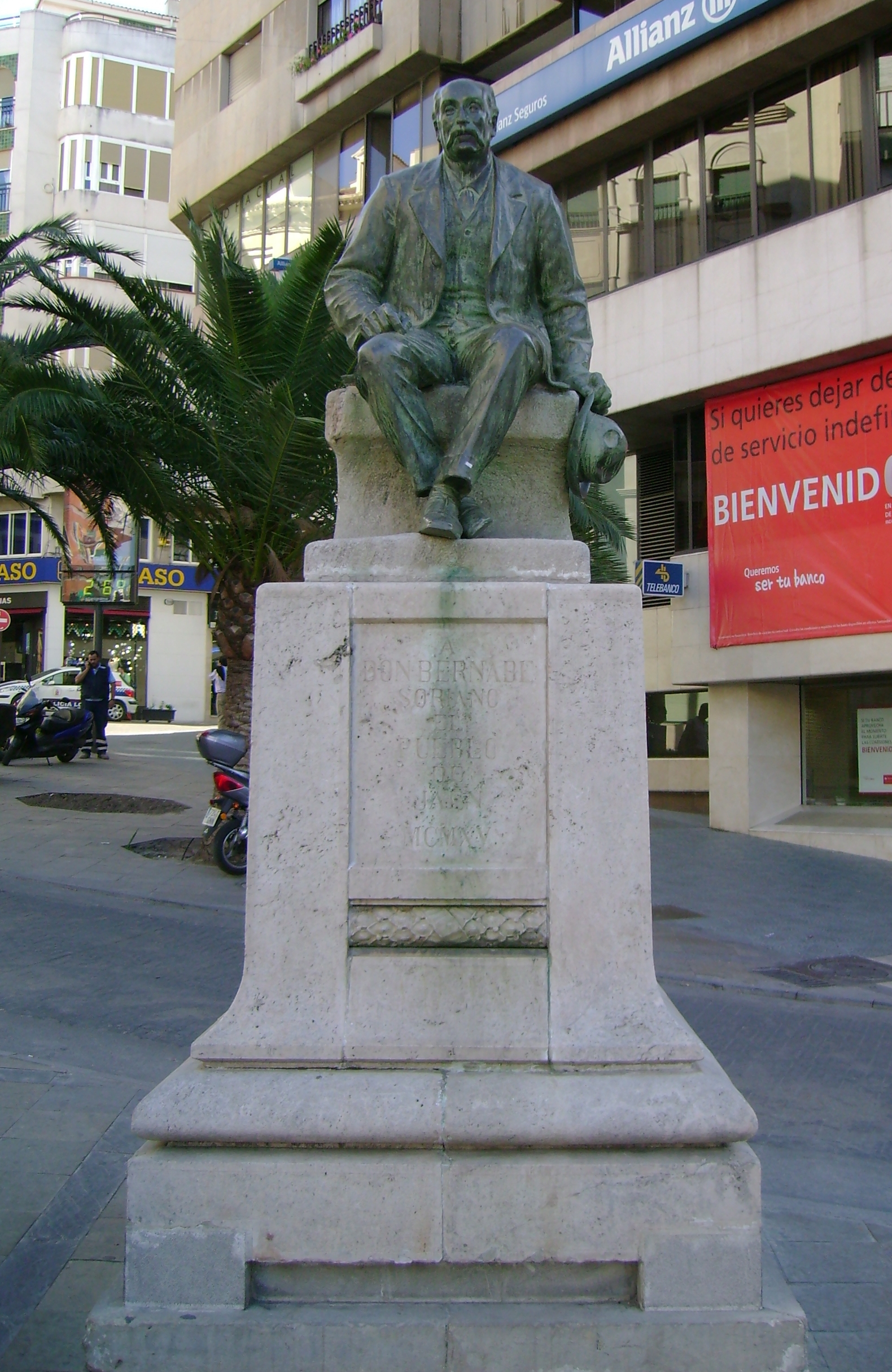
Standbeeld van dr. Bernabé Soriano, vader der armen

### Geboren
- Hasdai ibn Shaprut (915-970), arts, diplomaat en rabbijn
- Sebastián Martínez Domedel (Jaén circa 1615- Madrid 1667), Spaans barokschilder[4]
- Francisco Coello de Portugal y Quesada, verkort: Francisco Coello, (Jaén, 26 april 1822- Madrid, 30 september 1898), belangrijk Spaans cartograaf[5] en statisticus
- Bernabé Soriano de la Torre (Jaén, 1842 - Madrid, 1909), arts en filantroop, wegens zijn inspanningen voor de armenzorg in de periode van ca. 1880-1905 in 1915 geëerd met een standbeeld te Jaén; hij had de bijnaam padre de los pobres, vader der armen
- Antonio Lara de Gavilán (Jaén, 22 september 1896- Madrid, 4 januari 1978), artiestennaam: Tono, humorist, tekenaar (ook van spotprenten), schrijver, wordt gerekend tot de groep kunstenaars van de Generatie van '27
- Lorenzo Goñi y Suárez del Árbol (Jaén, 25  januari 1911 - Lausanne (Zwitserland), 28 februari 1992), Spaans schilder en graficus, in een door het surrealisme beïnvloede stijl, in Spanje beroemd als illustrator van talrijke literaire werken, waaronder 20e-eeuwse edities van Don Quichot
- Fausto Olivares (5 november 1940 te Jaén- 14 mei 1995 ibidem), Spaans neo-expressionistisch kunstschilder, ook bekend in Frankrijk
- Rosario López Carrascosa (Jaén, 1943- 18 augustus 2016 ibidem), artiestennaam: Charo López, beroemd flamenco-zangeres tussen plm. 1975-2009
- María Isabel Bárbara Llaudés Santiago (4 december 1943), zangeres, artiestennaam Karina, in 1971 tweede op het Eurovisiesongfestival
- Manuel Rico Gómez (1945), componist
- Tomás Afán Muñoz (20 juli 1968), dramaturg, toneelregisseur, toneelacteur, in Spanje ook beroemd vanwege toneelstukken voor kinderen en jongeren
- Manuel Beltrán (1971), wielrenner
- Manuel Ortega (1981), wielrenner
- Álvaro Montes Montoro (16 oktober 1982), in het begin van de 21e eeuw de beroemdste stierenvechter van Jaén. Hij is een rejoneador, d.w.z. iemand, die te paard de stier te lijf gaat met een rejón, een soort lans.
- José Luis Carrasco (1982), wielrenner
- Manuel Del Moral (1984), voetballer
- Javier Moreno (1984), wielrenner
- Juan Cámara (1994), voetballer

### Overleden
- Abu Abd Allah Mohammed ibn Muadh Al-Jayyani, verkort : Al-Jayyani (Córdoba, 989 - Jaén, 1079), Andalusisch-Arabisch wiskundige
- Koning Ferdinand IV van Castilië (Sevilla, 6 december 1285 – Jaén, 17 september 1312)
- Andrés Vandelvira (plm. 1505 of 1509[6] te Alcaraz - 1575), Spaans architect van de late renaissance, ontwerper van o.a. de kathedraal te Jaén
- Graaf Fernando de Torres y Portugal y Mesía Venegas y Ponce de León (geboren te Villardompardo ten noordwesten van Jaén, geboortedatum en -jaar onbekend - overleden te Jaén, 18 oktober 1592), Spaans politicus, was als opvolger van Francisco de Toledo van 1585-1589 onderkoning van Peru, en trad af na een corruptieschandaal, liet te Jaén het als  Palacio Villardompardo bekendstaande gebouw realiseren.
- Eduardo Arroyo Sevilla (Torredelcampo, 1885 - Jaén, 30 december 1962), vooraanstaand arts (pionier in de cardiologie) en wetenschapper in diverse andere disciplines; zijn huis was een ontmoetingsplaats van belangrijke mensen uit geheel Spanje op het gebied van wetenschap en cultuur.

## Trivia
Sedert de 17e eeuw wordt te Jaén de legende van de Lagarto de la Magdalena (hagedis van St. Magdalena) verteld. In de buurt Santa Magdalena even buiten de stad zou rond 1600 in een grot een zeer grote hagedis (Spaans: lagarto) de omgeving onveilig maken. Het reptiel werd gedood; de meest voorkomende van de drie versies van de legende luidt als volgt:
Een ter dood veroordeelde gevangene zou gratie, en de vrijheid, krijgen als hij erin zou slagen, het beest te doden. De gevangene nam een zak met warme broodjes, en een zakje buskruit, mee en ging bij de grot van de hagedis op de loer liggen. Hij lokte de hagedis zijn grot uit , achter hem aan, door het beest steeds een broodje te voeren. Aangekomen op het San Ildefonso-plein  voerde de man aan de hagedis de zak buskruit; toen het dier het buskruit ook opat, ontplofte het buskruit en de hagedis stierf. 
Vermoedelijk heeft het verhaal, afgezien van reeds bestaande mythes over draken, een historische achtergrond. Een reisgezel van Christoffel Columbus zou  tijdens een bezoek aan Jaén aan de inwoners van die stad een uit Amerika meegebrachte, nog levende, kaaiman hebben laten zien. Het uitgehongerde reptiel zou ontsnapt zijn en zich mogelijk aan een schaap in de buurt tegoed hebben gedaan. In de San Ildefonso-kerk heeft in de 16e eeuw onder een schilderij van Sint Christoffel werkelijk lange tijd een kaaimanhuid gelegen.
De Lagarto de la Magdalena is vereeuwigd in een sculptuur in de stad.
Albacete · Alicante · Almería · Ávila · Badajoz · Badalona · Barcelona · Bilbao · Burgos · Cáceres · Cádiz · Cartagena · Castelló de la Plana · Ceuta · Ciudad Real · Córdoba · A Coruña · Cuenca · Elche/Elx · Gijón · Girona · Granada · Guadalajara · L'Hospitalet de Llobregat · Huelva · Huesca · Jaén · Jerez de la Frontera · León · Lleida · Logroño · Lugo · Madrid · Málaga · Melilla · Mérida · Móstoles · Murcia · Oviedo · Ourense · Palencia · Palma · Las Palmas de Gran Canaria · Pamplona · Pontevedra · Sabadell · Salamanca · San Sebastián · Santa Cruz de Tenerife · Santander · Santiago de Compostella · Segovia · Sevilla · Soria · Tarragona · Terrassa · Teruel · Toledo · Valencia · Valladolid · Vigo · Vitoria-Gasteiz · Zamora · Zaragoza